# Wesel

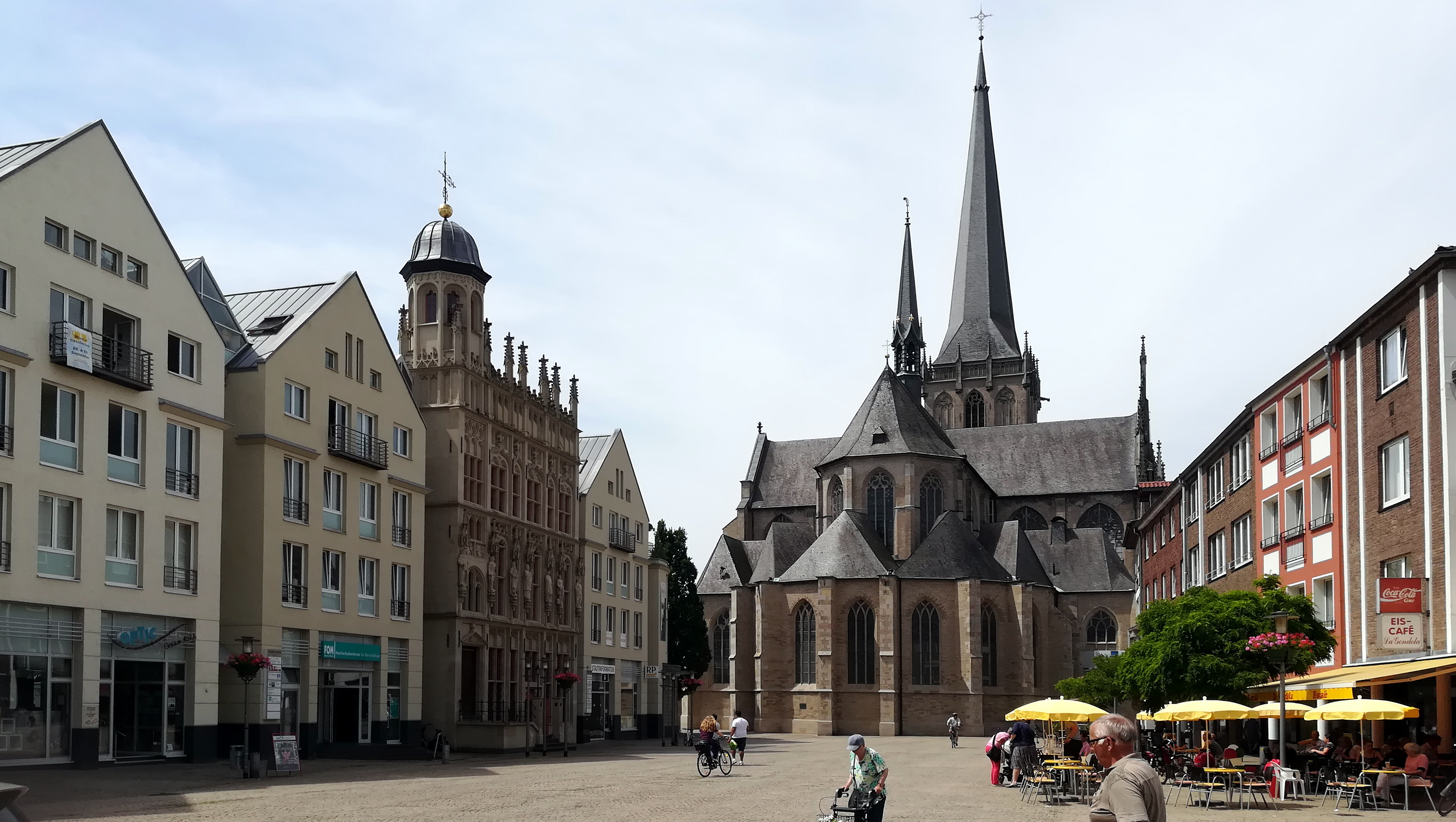
Großer Markt mit Willibrordi-Dom und Rathaus mit teilweise rekonstruierter Fassade

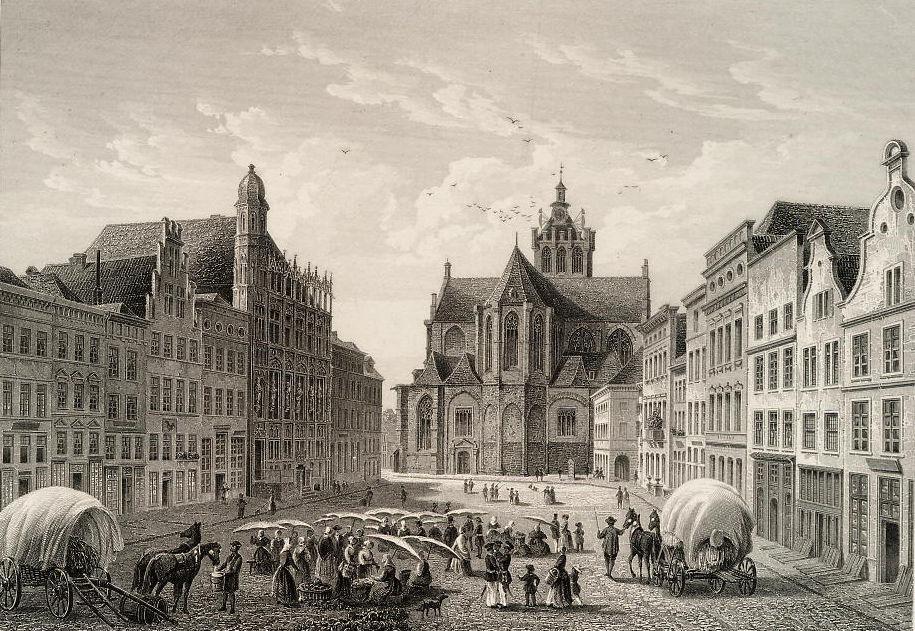
Großer Markt im 19. Jahrhundert

Die Hansestadt Wesel liegt am unteren Niederrhein und ist die Kreisstadt des Kreises Wesel. Sie gehört zur Metropolregion Rhein-Ruhr im Regierungsbezirk Düsseldorf des Landes Nordrhein-Westfalen und hat bei rund 67.000 Einwohnern den Status einer Großen kreisangehörigen Stadt. Wesel liegt an den Flüssen Rhein und Lippe und hat mehrere Großstädte in der weiteren Umgebung. In Wesel mündet die Lippe in den Rhein.
Im Spätmittelalter entwickelte sich Wesel zu einer bedeutenden Handelsstadt und erreichte 1407 die Aufnahme in den Hansebund. Aus der Hansezeit stammt das historische Rathaus, dessen im Zweiten Weltkrieg zerstörte Fassade bis 2011 rekonstruiert wurde. Auch der evangelische Willibrordi-Dom hat nach verschiedenen Bauphasen wieder das Erscheinungsbild des 16. Jahrhunderts.
Unter preußischer Herrschaft begann 1681 der Ausbau der Stadt zur Festung Wesel. Die Stadt blieb bis ins 20. Jahrhundert militärisch geprägt und war aufgrund ihrer strategischen Bedeutung im Zweiten Weltkrieg von starken Zerstörungen betroffen. Von der Festung sind mehrere Gebäude erhalten geblieben. Prägend für das Stadtbild sind darunter die Zitadelle Wesel und das Berliner Tor. Die Zitadelle wird heute als Kulturzentrum mit verschiedenen Einrichtungen genutzt. Das ehemalige Glacis der Festung Wesel wurde in Grünanlagen umgewandelt.
Kreisstadt ist Wesel bereits seit 1842. Mit den Gebietsreformen von 1969 und 1975 hat sich das Stadtgebiet deutlich vergrößert. Es umfasst seither ein größeres ländliches Umland, das durch Rhein, Lippe, den ausgebaggerten Auesee und größere Waldgebiete wie den Diersfordter Wald geprägt ist. Die Stadt gilt als eine der fahrradfreundlichsten Deutschlands. Für den Autoverkehr sind die nahegelegene A 3 und mehrere Bundesstraßen wichtige Verbindungen. Vom Bahnhof Wesel aus bestehen direkte Zugverbindungen nach Düsseldorf und Köln sowie ins Ruhrgebiet und in die Niederlande.

## Geografie

### Lage und Ausdehnung

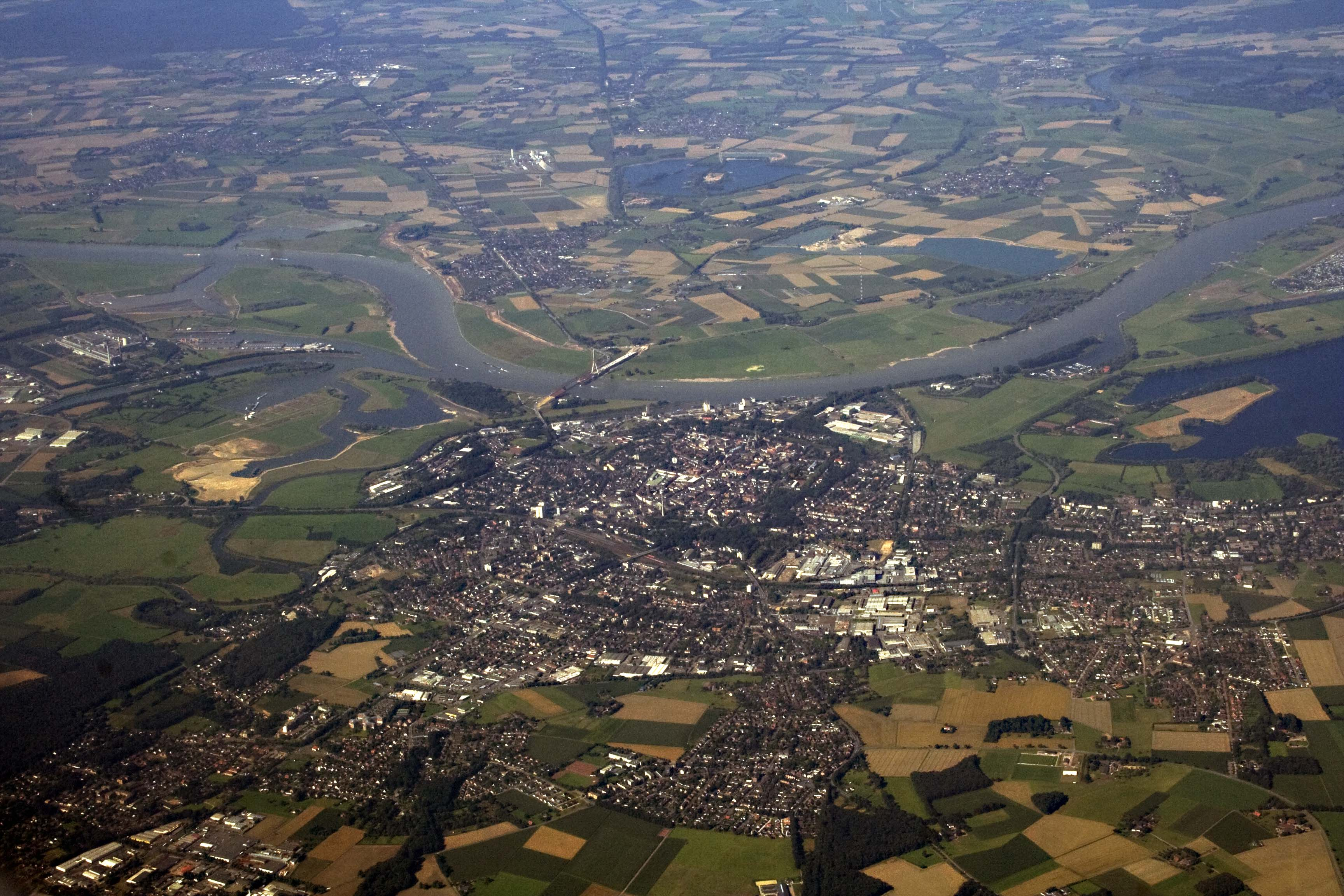
Luftansicht Wesels, Blick nach Westen

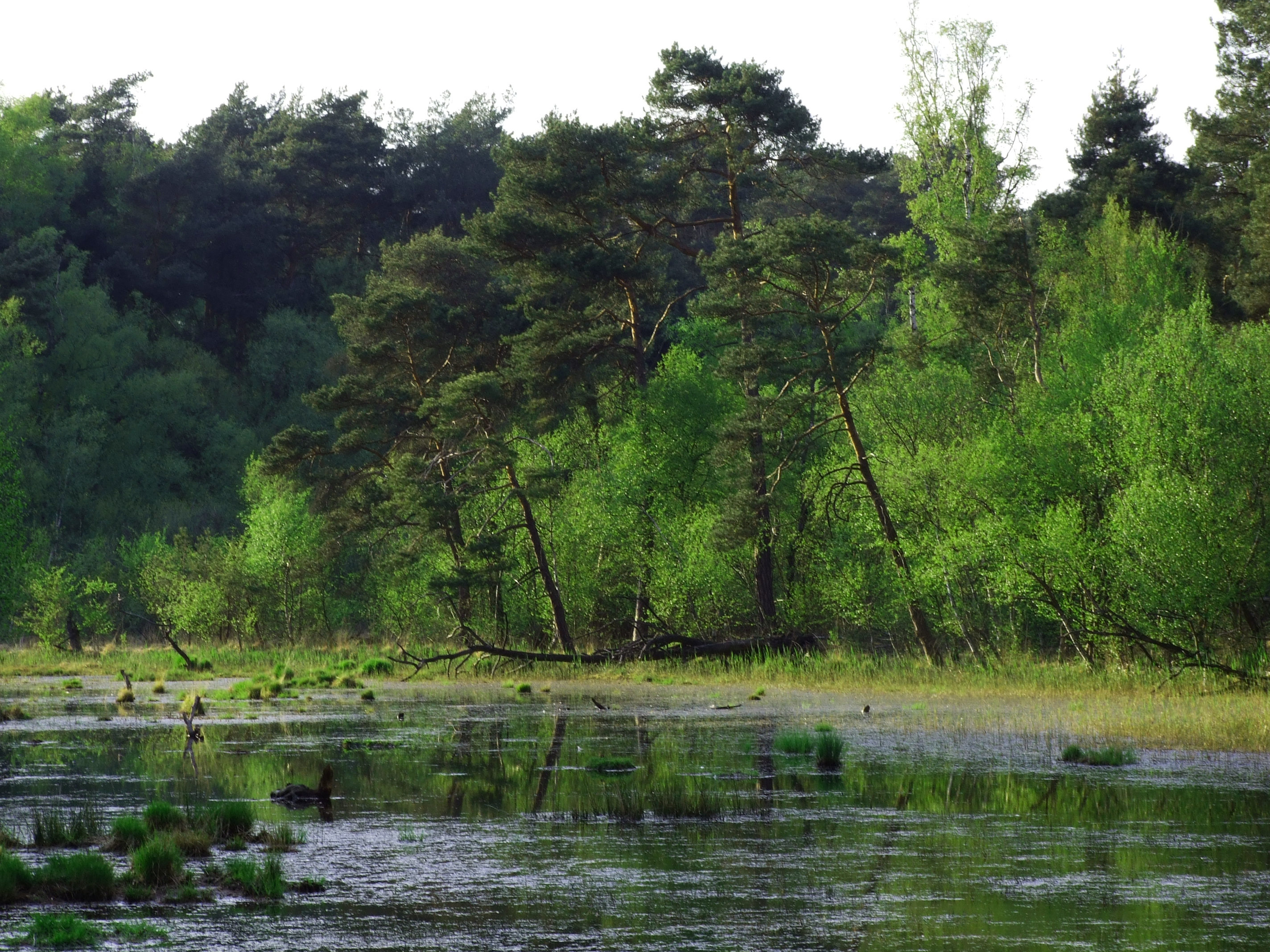
Moor im Diersfordter Wald

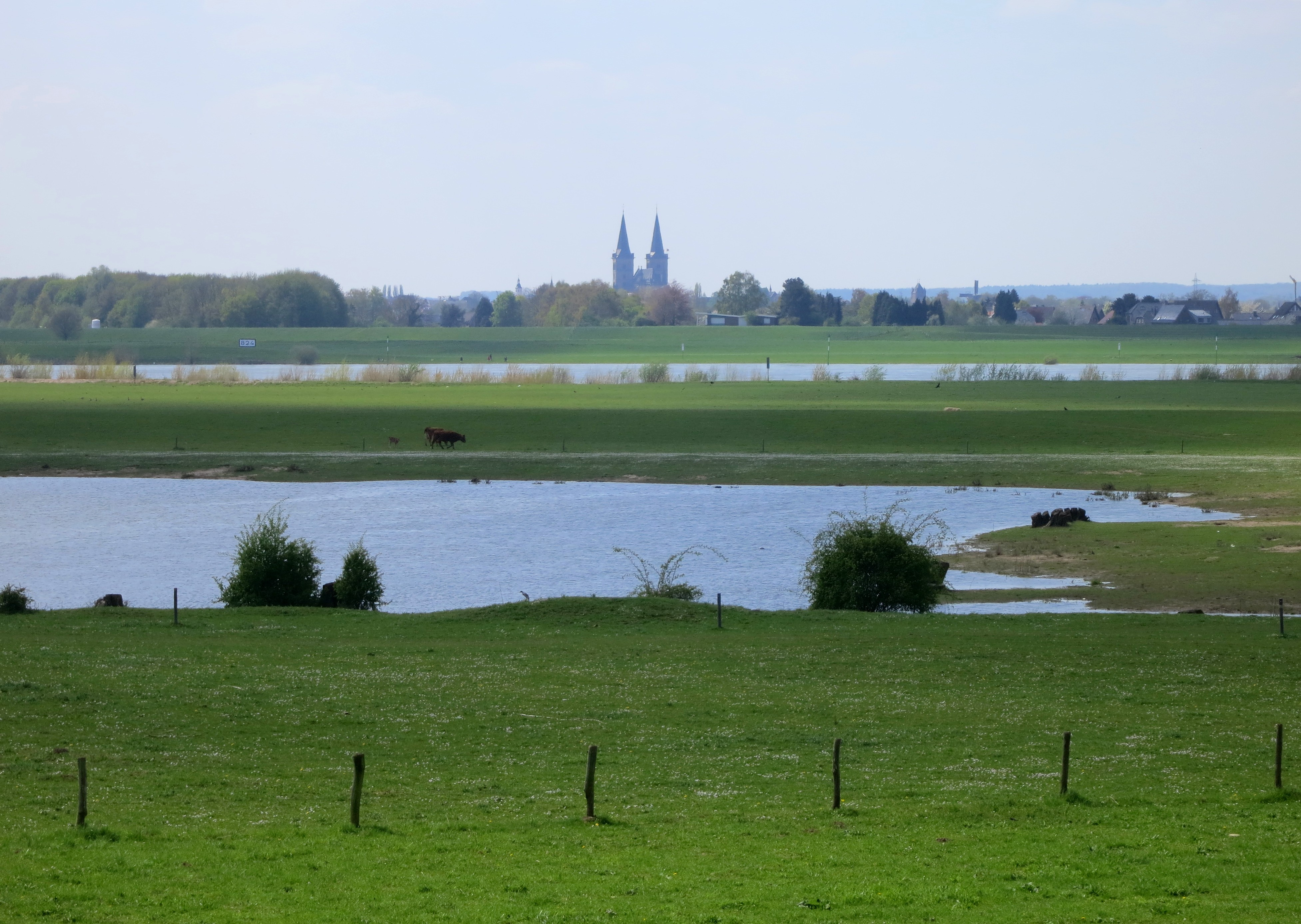
Rheinaue bei Bislich mit Blick hinüber nach Xanten

Wesel liegt am unteren Niederrhein und ist von verschiedenen Landschafts- und Kulturräumen umgeben. Einerseits liegt die Stadt im Randbereich des Ruhrgebiets, ist Mitglied des Regionalverbands Ruhr und von den Stadtzentren der südlich gelegenen Großstädte Duisburg und Oberhausen in Luftlinie jeweils rund 25 Kilometer entfernt. Düsseldorf liegt etwa 50 Kilometer, Köln rund 85 Kilometer südlich. Im Norden und im Westen jenseits des Rheins liegt dagegen die vergleichsweise dünn besiedelte Landschaft des unteren Niederrheins und Richtung Norden ist die Grenze zu den Niederlanden rund 25 Kilometer in Luftlinie entfernt. Östlich und nordöstlich der Stadt liegt der Naturpark Hohe Mark-Westmünsterland, zugleich befindet sich dort die Grenze zum Landesteil Westfalen. Auf Weseler Stadtgebiet fließt die Lippe, die dort in den Rhein mündet, und zudem die Issel.
Das Stadtgebiet umfasst eine Fläche von 122,56 Quadratkilometern, womit Wesel der Fläche nach die zweitgrößte Stadt des Kreises nach Hamminkeln ist. Die maximale Nord-Süd-Ausdehnung beträgt 12,0 und die maximale Ost-West-Ausdehnung 17,3 Kilometer. Seit der Gebietsreform umfasst Wesel mit dem Stadtteil Büderich neben seinem rechtsrheinischen Kernbereich auch ein linksrheinisches Gebiet mit einer Fläche von 24 Quadratkilometern. Damit ist Wesel die am weitesten rheinabwärts gelegene Stadt, die Gebiete auf beiden Seiten des Stroms umfasst. Die Bevölkerungsdichte liegt bei knapp 500 Einwohnern je Quadratkilometer, ist allerdings sehr unterschiedlich verteilt. Der am dichtesten besiedelte Stadtteil Wesel weist annähernd 1.500 Einwohner pro Quadratkilometer auf, der Stadtteil Bislich hingegen nur etwa 70 Einwohner pro Quadratkilometer.
Im Nordwesten grenzt Wesel mit seinem Stadtteil Bislich an das Gebiet der ebenfalls am Rhein gelegenen Stadt Rees, die als einzige Nachbargemeinde nicht dem Kreis Wesel, sondern dem Kreis Kleve angehört. Nördlich grenzt das Stadtgebiet an die Stadt Hamminkeln und im Norden sowie im Osten an die Gemeinde Hünxe. Es handelt sich jeweils um vergleichsweise dünn besiedelte Gemeinden mit weniger als 200 Einwohnern pro Quadratkilometer. Im Süden bildet der Wesel-Datteln-Kanal die Grenze zur Stadt Voerde. In diese Richtung besteht Wesels Anschluss an den Verdichtungsraum des Ruhrgebiets. Im Südwesten besteht auf der linken Rheinseite eine Grenze zur Stadt Rheinberg. Zur linksrheinisch gelegenen Stadt Xanten besteht im Westen sowohl eine Landgrenze (Stadtteil Büderich) als auch eine durch den Rhein markierte Grenze (rechtsrheinischer Stadtteil Bislich). Die Gesamtlänge der Stadtgrenze beträgt 61,8 Kilometer.

### Flächennutzung
2016 wurde annähernd die Hälfte des Stadtgebiets von landwirtschaftlicher Fläche eingenommen, womit diese den deutlich größten Anteil an den verschiedenen Formen der Flächennutzung einnahm. Der Anteil von Gebäude- und Freifläche am Stadtgebiet entspricht nahezu dem Landesschnitt, wohingegen Betriebs-, Erholungs- und Verkehrsfläche jeweils leicht über dem Landesdurchschnitt liegen. Insgesamt beläuft sich der Gesamtanteil von Siedlungs- und Verkehrsfläche am Stadtgebiet auf 24,6 % und damit leicht über dem Landesschnitt von 22,9 %. Es handelt sich dabei um die Summe der vorher genannten Flächenarten, die allerdings geringfügig abweichend berechnet wird. Deutlich geringer als im Landesschnitt war 2016 der Anteil der Waldfläche. Mit 14,6 % lag der Waldanteil allerdings nur knapp unter dem Durchschnitt des Regierungsbezirks Düsseldorf (15,6 %). Zu Jahresbeginn 2016 war Wesel unter allen Kommunen des Landes Nordrhein-Westfalen diejenige mit dem größten Anteil an Wasserfläche. Dieser lag bei 13,3 %, gegenüber nur 1,9 % im Landesschnitt. Größere Wasserflächen sind neben dem mehrere hundert Meter breiten Rhein sowie den Flüssen Lippe und Issel mehrere Baggerseen, darunter der Auesee und der Diersfordter Waldsee. Bis auf den sehr stadtnahen Auesee liegen alle größeren Baggerseen im Bereich des Stadtteils Bislich und zum kleineren Teil im Stadtteil Büderich. Auch die Nachbarstädte Rees (12,4 %) und Xanten (11,4 %) wiesen 2016 mehr als 10 % Wasserflächen auf.

### Stadtgliederung
| Name                  | Fläche in km² | Einwohner (31. Dez. 2019) | Einw. je km² | Wappen |
| --------------------- | ------------- | ------------------------- | ------------ | ------ |
| Wesel                 | 26,08         | 38.300                    | 1.469        |        |
| Flüren                | 9,15          | 4.792                     | 524          |        |
| Obrighoven-Lackhausen | 26,79         | 11.026                    | 412          |        |
| Bislich               | 36,53         | 2.560                     | 70           |        |
| Büderich              | 24,00         | 5.823                     | 243          |        |
| Gesamt                | 122,55        | 62.501                    | 510          |        |

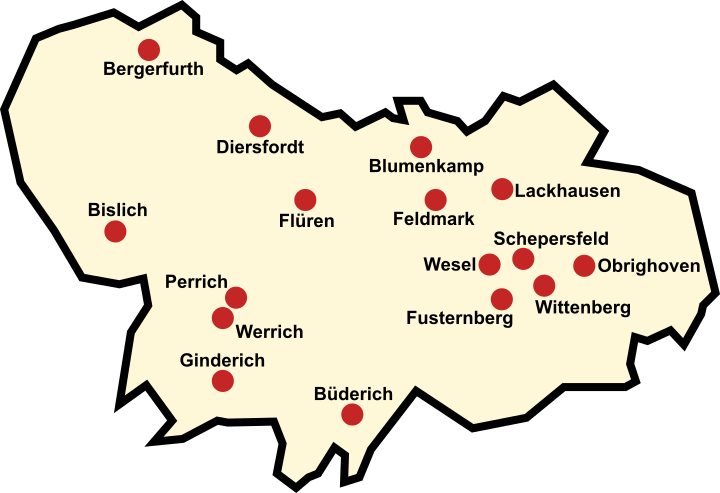
Alle Ortsteile von Wesel

Räumlich ist die Stadt in folgende fünf Stadtteile gegliedert, die wiederum aus weiteren Ortsteilen bestehen:
- Bislich: Bergerfurth, Bislich und Diersfordt
- Büderich: Büderich, Ginderich und Werrich/Perrich
- Flüren: Flüren
- Obrighoven-Lackhausen: Lackhausen, Obrighoven und Wittenberg
- Wesel: Altstadt, Blumenkamp, Feldmark, Fusternberg und Schepersfeld

Zu Daten auch über die einzelnen Ortsteile siehe Liste der Stadtteile von Wesel.
Die Untergliederung in Stadt- und Ortsteile dient vorrangig statistischen Zwecken, spiegelt jedoch bestimmte historische Gegebenheiten wider. Der Stadtteil Wesel umfasst bis auf Blumenkamp im Norden und Lippedorf im Süden Gebiete, die bereits im Mittelalter zur Stadt gehörten. Die Entwicklung der Feldmark, Fusternbergs und Schepersfelds zu städtisch geprägten Quartieren begann jedoch erst um 1890. Die Stadtteile Obrighoven-Lackhausen und Flüren wurden jeweils 1969 eingemeindet, waren in ihrer historischen Entwicklung jedoch bereits zuvor eng mit Wesel verbunden und weisen eine Bevölkerungsdichte nah am Durchschnitt des gesamten Stadtgebiets auf. Dagegen wurden Bislich und Büderich jeweils erst 1975 eingemeindet, weisen eine geringere Bevölkerungsdichte und eher ländliche Strukturen auf.

## Geschichte

### Antike
Funde in den Kiesgruben bei Bislich deuten auf eine Besiedlung des Weseler Raums bereits in der Bronze- und Eisenzeit hin. Aufgrund der häufigen Verlagerungen im Flussbett des Rheins sowie der Lippe und der damit verbundenen Überschwemmungen lässt sich die Frühgeschichte Wesels jedoch nur lückenhaft rekonstruieren. Vermutlich wurde ein Wachposten im rechtsrheinischen Gebiet des späteren Wesel errichtet, als sich das Römische Reich im ersten Jahrhundert v. Chr. an den Niederrhein ausdehnte und der Militärplatz von Vetera (auch Vetera Castra) im linksrheinischen Gebiet des späteren Xanten gegründet wurde; belegt werden konnte dies bislang jedoch nicht.

### Mittelalter

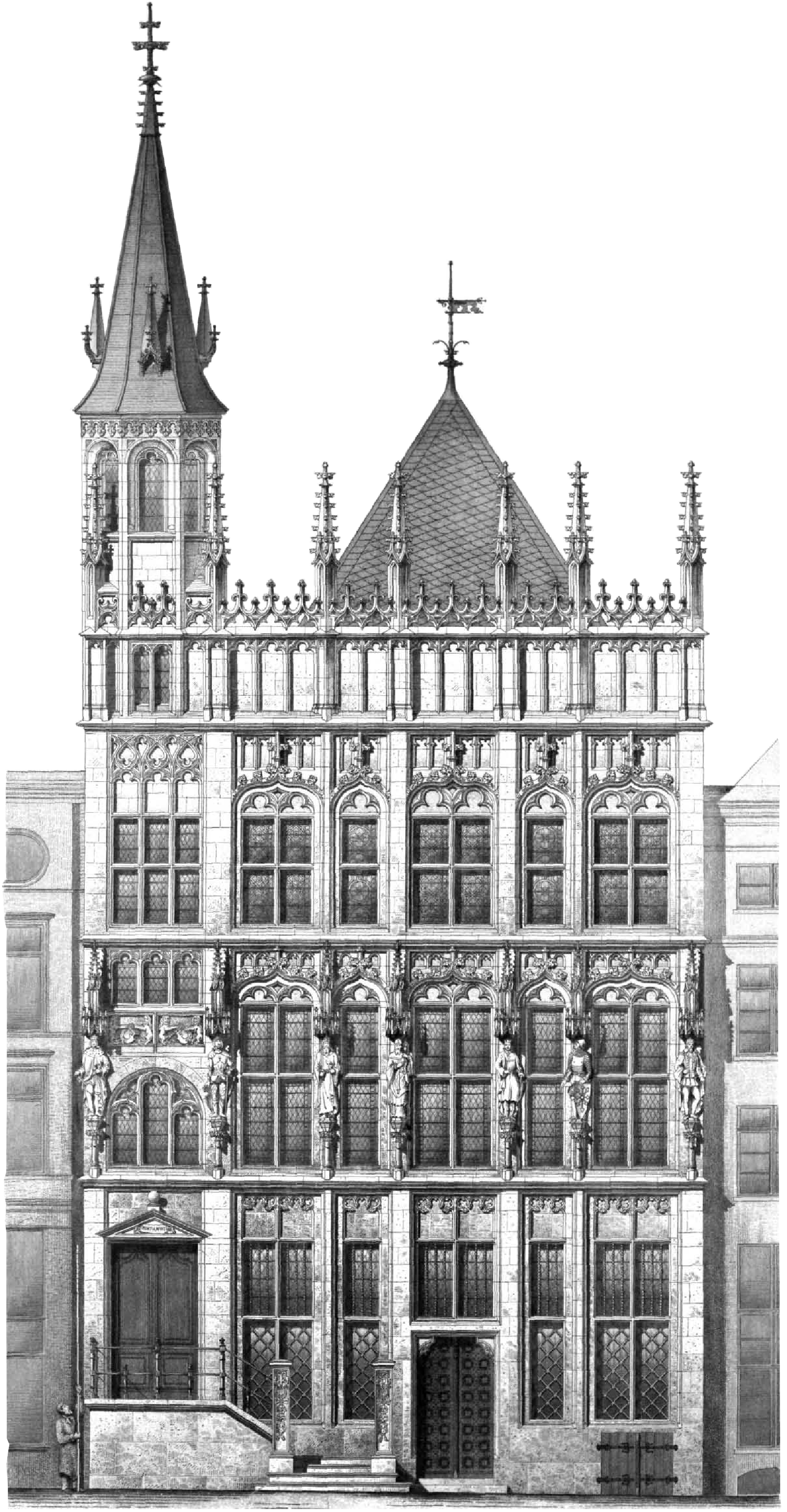
Wahrzeichen der Stadt: Gotisches Rathaus von Wesel, im Zweiten Weltkrieg zerstört, Fassade 2011 rekonstruiert. (Zeichnung von 1897)

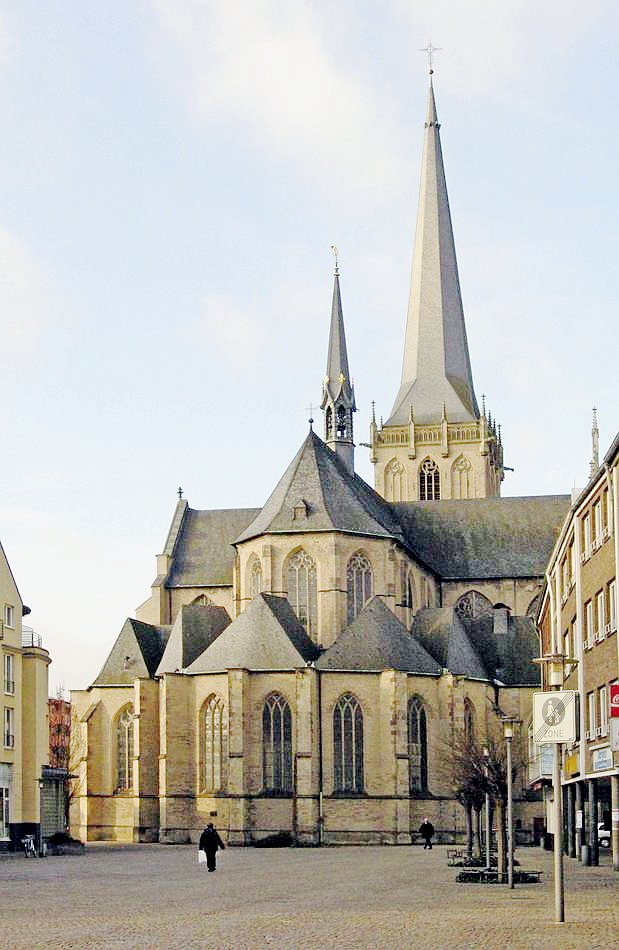
Weseler Willibrordi-Dom, von Osten

Die erste nachweisbare Ansiedlung auf heutigem Weseler Stadtgebiet entstand nach der Zeit der Völkerwanderung im Bereich der damaligen Mündung der Lippe in den Rhein der Stützpunkt Lippeham. Von hier aus unternahm Kaiser Karl der Große mehrere Feldzüge gegen Sachsen und Dänen. Die weitere Entwicklung dieser Siedlung ist weitestgehend unbekannt, vermutlich wurde sie jedoch durch Rhein- und Lippehochwasser überschwemmt und in der Folge aufgegeben.
Als Ursprung der heutigen Stadt wird ein fränkischer Gutshof vermutet, der im Bereich des heutigen Kornmarkts lag. Anfang des 8. Jahrhunderts erwähnte eine Urkundenabschrift im Kloster Echternach erstmals den Namen „Wesele“. Bei Ausgrabungen in der Ruine des Willibrordi-Doms nach dem Zweiten Weltkrieg konnte die Existenz einer Fachwerkkirche im 8. Jahrhundert belegt werden. In einer Urkunde vom 1. Mai 1065 bestätigte König Heinrich IV. die Rückgabe der Kirche und des Besitzes der „villa Wisele“ an das Kloster Echternach.
Wesel hatte sich zu Beginn des 12. Jahrhunderts durch die günstige Lage an Rhein und Lippe zu einem Warenumschlagsplatz entwickelt, als es als Mitgift an die Grafen von Kleve fiel. Im September 1241 verlieh ihm dann der Klever Junggraf Dietrich primogenitus die Stadtrechte – ein Jahr vor seinem Herrschaftssitz Kleve. Dabei erhielten die Bürger Wesels eine Reihe von Privilegien, darunter freie Erbschaft und Zollfreiheit an allen landesherrlichen Zollstätten. Bis 1603 wurden durch die Landesherren insgesamt 122 Privilegien für die Stadtbewohner ausgesprochen, womit Wesel die meistprivilegierte Stadt im Land Kleve war.
Während sich der Handel im 13. Jahrhundert auf den An- und Verkauf von Lebensmitteln und Handwerkserzeugnissen beschränkte, führten im 14. Jahrhundert die Weiterverarbeitung eingeführter Rohstoffe und der Export von Fertigwaren zu einem wirtschaftlichen Aufschwung. Insbesondere die Tuchherstellung trug zum Wohlstand der Stadt bei, die 1407 zu einem Mitglied der Hanse wurde. Damit wurde Wesel für Waren aus den Niederlanden und Westfalen zum wichtigsten Stapel- und Umschlagplatz nach Köln. Bereits auf dem Lübecker Hansetag 1447 galt Wesel als einer der fünf Vororte des Kölnischen Hanseviertels.
Der wirtschaftliche Aufschwung zeigt sich insbesondere in den Bauten dieser Zeit, etwa dem von 1456 bis 1457 errichteten Weseler Rathaus, einem der bekanntesten Profanbauten der rheinischen Gotik. Nach Kriegszerstörung wurde 2011 die Fassade zum Großen Markt rekonstruiert. Von 1498 bis 1540 wurde der Willibrordi-Dom als spätgotische Basilika auf fünf Kirchenschiffe erweitert. Der 1478 erbaute Turm wurde aus dem dreischiffigen Vorgängerbau von 1424 bis 1480 übernommen.
Die auf dem feuchten Wiesengelände (Matena) östlich der Altstadt gewachsene Mathena-Vorstadt wurde 1434 ummauert. 1440 begann der Bau der spätgotischen Pfarrkirche St. Nikolaus und Antonius, die um 1500 fertiggestellt war.
Seit 1342 gab es auch eine Lateinschule, die noch heute als Gymnasium besteht. Seit 1984 trägt es den Namen eines seiner bekanntesten Abiturienten, Konrad-Duden-Gymnasium.

### Reformation und Neuzeit

Karte von Wesel (1582) vor den umfassenden Befestigungsmaßnahmen

Ansicht von Wesel, gezeichnet von Andries Both

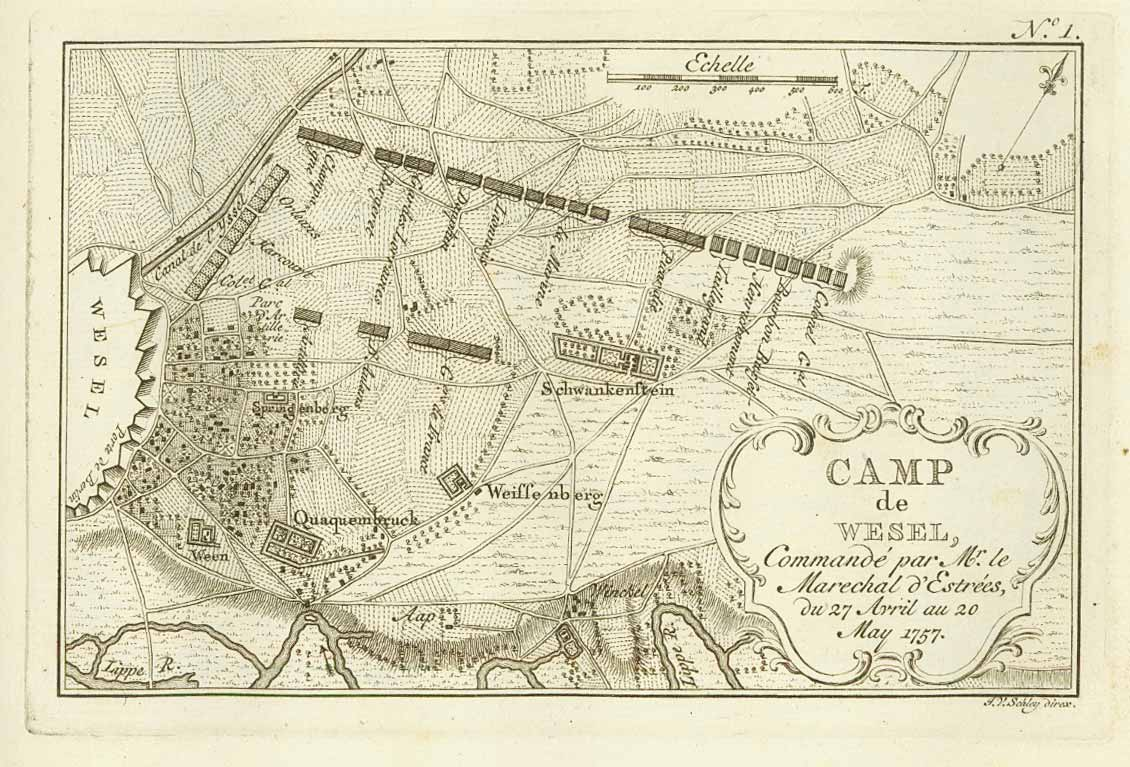
1757: Die französischen Feldlager unter dem Befehl von Marschall Louis-Charles-César Le Tellier; Kupferstich von Jakobus van der Schley

Karte von Stadt und Festung Wesel im Juli 1775

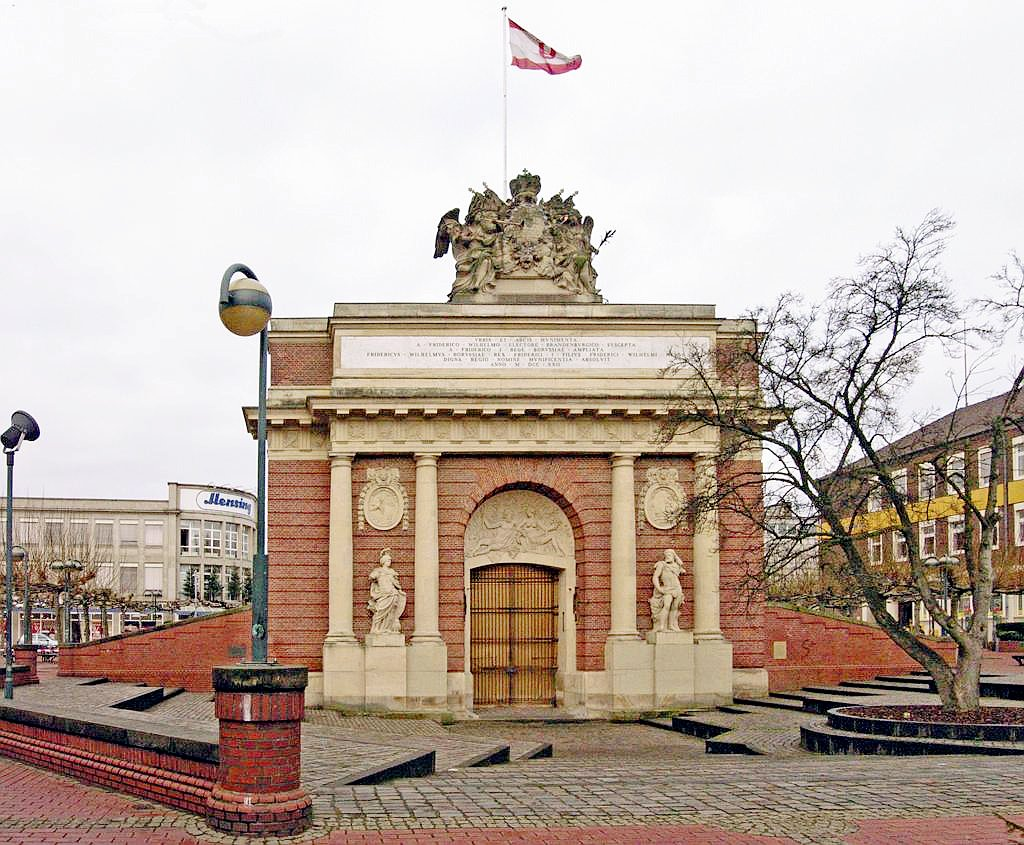
Berliner Tor (2005)

Anders als in vielen Städten der Umgebung nahm die Reformation schon früh Einfluss auf Wesel. Zu Ostern 1540 wurde im Willibrordi-Dom das Abendmahl, dem Wunsche der Bürger entsprechend „in beiderlei Gestalt“ an den herzoglichen Richter, die meisten Ratsmitglieder und 1500 Bürger ausgeteilt. Von diesem Tag an galt Wesel als Stadt des Protestantismus, die viele Glaubensflüchtlinge, insbesondere aus den Niederlanden, anzog. 1564 trat die Stadt zur reformierten Konfession über. 1568 organisierten sich die niederländischen Flüchtlingsgemeinden im Weseler Konvent, der erheblichen Einfluss auf die Verfassung der niederländischen und auch deutschen evangelischen Kirchen ausübte. 1578 erhielt die Stadt als Anerkennung durch die Glaubensflüchtlinge zwei Prunkpokale, die als Geusenbecher bekannt sind. Auf ihnen ist der Ehrenname „Vesalia hospitalis“ (etwa gastfreundliches Wesel) eingraviert.
1609 fiel Wesel mit dem Herzogtum Kleve an die Kurfürsten von Brandenburg. Während des Achtzigjährigen Krieges wurde Wesel zunächst von Spaniern besetzt, bis die Stadt 1629 von niederländischen Truppen erobert wurde. Im Holländischen Krieg wurde Wesel 1672 von französischen Truppen erobert, die die Stadt bis 1680 besetzt hielten und ausplünderten.
Unter Kurfürst Friedrich Wilhelm wurde Wesel schließlich zur Festung Wesel ausgebaut und ein System von Gräben und Bastionen um die Stadt errichtet. Die städtische Ausdehnung wurde auf Altstadt und Mathena-Vorstadt beschränkt, eine Entwicklung über diese Beschränkung hinaus wurde durch die Rayon-Gesetze untersagt. Von den ehemals dreizehn Stadttoren der Hansezeit blieben lediglich vier erhalten. Aus dem 16. bis 19. Jahrhundert stammen eine Reihe von Festungsbauwerken, an denen vornehmlich Preußen und Frankreich gearbeitet haben. Seit 1706 war Jean de Bodt daran beteiligt.
Am 12. August 1730, eine Woche nach seinem gescheiterten Fluchtversuch, begegnete Kronprinz Friedrich von Preußen, der spätere Friedrich der Große, auf Festung Wesel seinem Vater, dem Soldatenkönig, der ihn infolge eines heftigen Wortwechsels umbringen wollte. Nur das Dazwischentreten des Kommandanten, Generalmajor von der Mosel, verhinderte eine Tragödie.

### 19. Jahrhundert

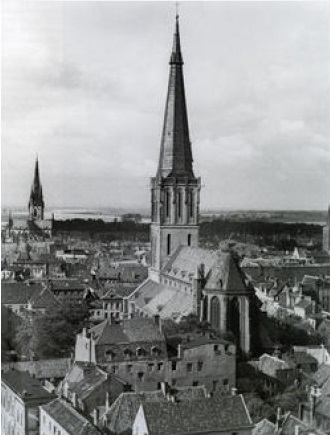
Die mittelalterliche Mathenakirche um 1910. Sie wurde im Zweiten Weltkrieg vollständig zerstört und im Gegensatz zum Dom (hinten) bislang nicht wiederaufgebaut.

Im Dezember 1805 trat Preußen Wesel in Vertrag von Schönbrunn an Napoleon Bonaparte ab. 1806 kam es zunächst an das Großherzogtum Berg, das es zum Hauptort des Arrondissements Wesel bestimmte. Im Januar 1808 wurde die Stadt als rechtsrheinischer Brückenkopf in das Kaiserreich Frankreich eingegliedert. Nach französischem Vorbild wurde eine Mairie eingerichtet, die den 9. Kanton des Arrondissement de Clèves im Département de la Roer bildete. Am 16. September 1809 wurden hier die elf Schillschen Offiziere hingerichtet. 1813/1814 hielt die französische Besatzungsmacht 148 Studenten des Priesterseminars Gent in der Zitadelle gefangen; 35 von ihnen starben.
Preußen erlangte seinen vormaligen Besitz beim Wiener Kongress 1815 zurück. Wesel wurde unter anderem mit der Zitadelle Wesel zur Garnisonstadt ausgebaut, in der bis zum Ersten Weltkrieg Infanterie, Artillerie sowie zuweilen auch Kavallerie und Pioniere stationiert waren. Wegen dieser Rolle als Festungsstadt konnte Wesel trotz günstiger Lage und Infrastruktur wirtschaftlich nicht mit den Städten des rheinisch-westfälischen Industriegebiets konkurrieren. Auch nach der Entfestigung der Stadt ab 1886 gelang kein wirtschaftlicher Anschluss an das Ruhrgebiet. Der Grüngürtel, der die Innenstadt umgibt, wurde auf den ehemaligen Wällen der Festung angelegt (Glacisanlagen).
Am 23. April 1816 wurde Wesel im Zuge der Preußischen Verwaltungsorganisation kreisangehörige Stadt des neugebildeten Kreises Rees in der späteren Rheinprovinz. Aus der französischen Mairie Wesel wurde die preußische Bürgermeisterei Wesel. Der Sitz des Kreises wurde am 20. Mai 1842 von Rees nach Wesel verlegt, wobei der Kreisname erhalten blieb („Kreis Rees, Sitz in Wesel“). Der damalige Landrat wollte eine vernünftige Ausbildung für seinen Sohn, und in Rees gab es kein Jungengymnasium. 1848 schieden Lackhausen und Obrighoven aus der Bürgermeisterei Wesel aus und bildeten eine eigene Bürgermeisterei.
1886 wurde die Entfestigung Wesels beschlossen und Schleifungsarbeiten begannen. 1889 erwarb die Stadt Wesel große Teile des Festungsgeländes. Im Bebauungsplan des Kölner Baumeisters Josef Stübben gewann die Stadt so 62 Hektar an Bauland, was die zivil nutzbare Bestandsfläche mehr als verdoppelte. Auch die vorhandenen Kasernen gewannen an Bauland. In den folgenden Jahren wurden drei Stadttore (Brüner Tor, Rheintor und Klever Tor) abgerissen und lediglich das Berliner Tor beibehalten. Auch das Jöckern-Haus wurde abgetragen. Auf dem Gebiet der ehemaligen Festungswälle entstanden Ringstraßen um die Stadt. Die Zitadelle und Esplanade im Süden blieben erhalten.

### Zeit der Weltkriege

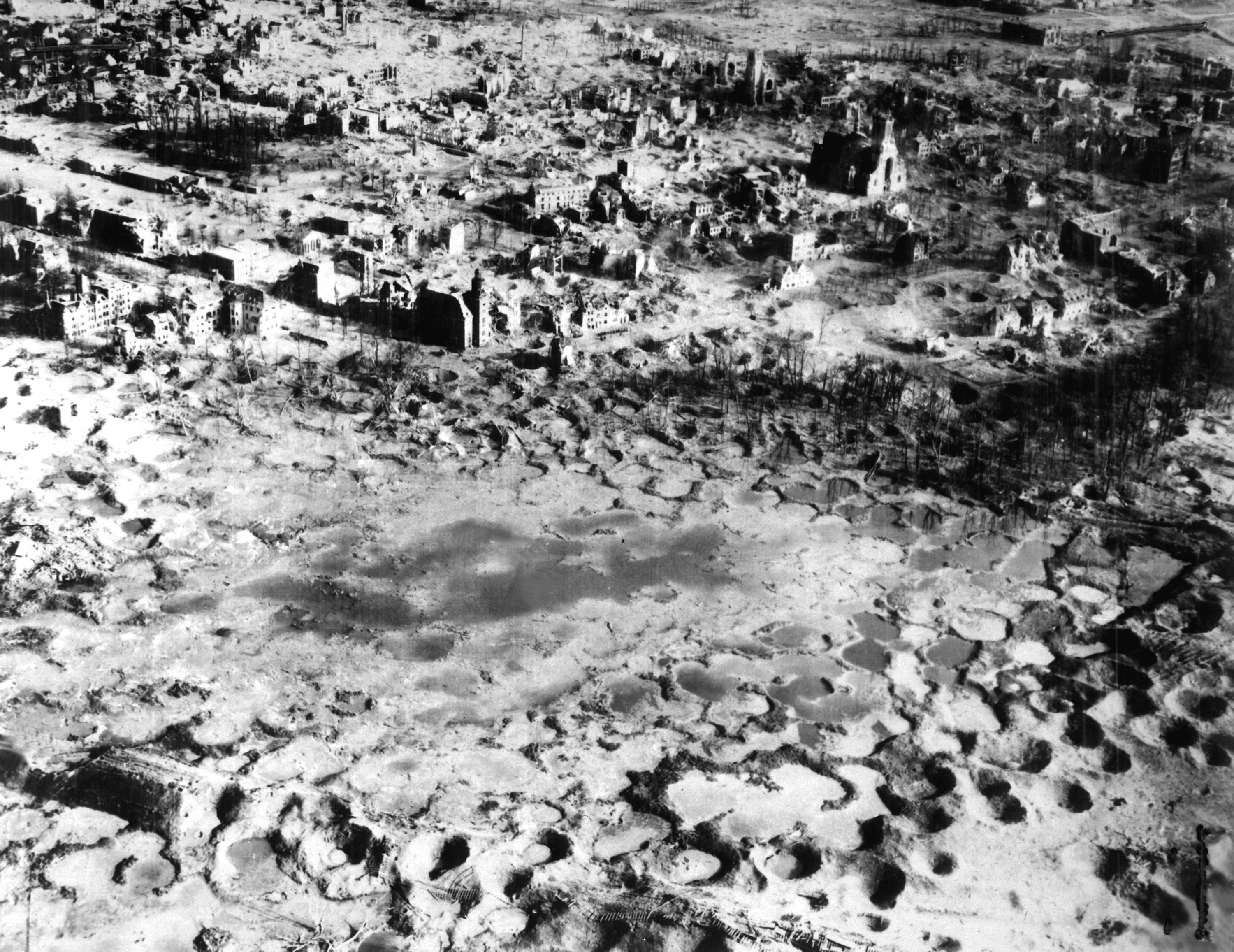
Wesel 1945: die Flächenbombardements der Alliierten vernichteten die Stadt nahezu vollständig.

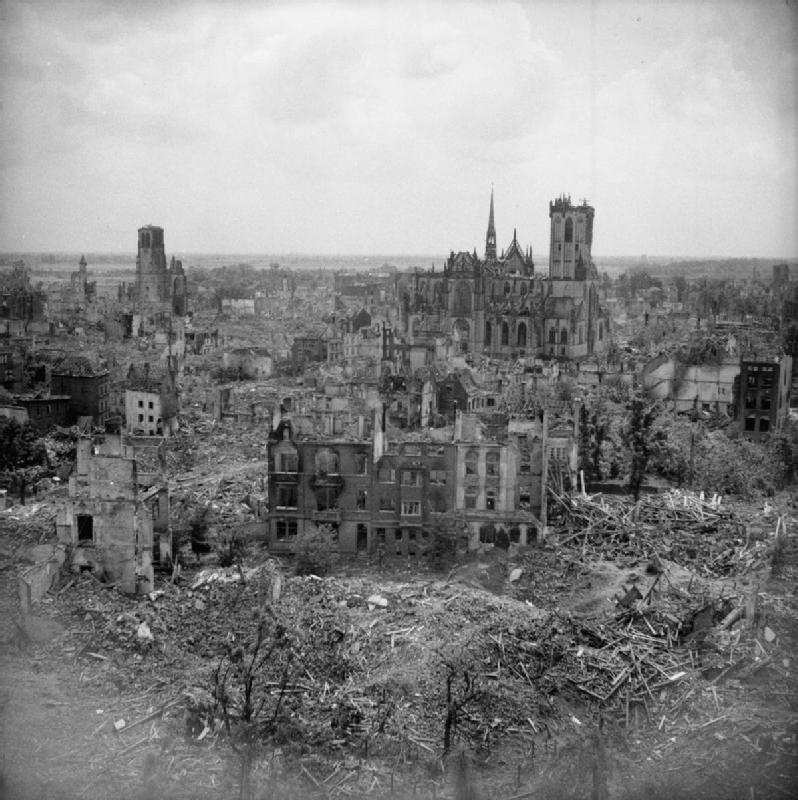
Innenstadt von Wesel, 1945

Während des Ersten Weltkrieges wurde Wesel militärischer Sammelpunkt, von dem aus Truppen an die Westfront zogen. Mit der Entmilitarisierung des Rheinlands als Folge des Versailler Vertrags wurde Wesel nach dem Krieg als Militärstützpunkt aufgegeben.
Teile des Stadtgebietes waren im Rahmen der Alliierten Rheinlandbesetzung besetzt worden. Dies betraf die Brückenköpfe und den Hafenbereich. Die Besetzung wurde im Oktober 1924 – also noch vor der Räumung der 1. Zone der Alliierten Rheinlandbesetzung 1926 – wieder aufgehoben.
Mit Beginn der Aufrüstung der Wehrmacht in der Zeit des Nationalsozialismus wurden erneut Truppen in Wesel stationiert.
Während des Zweiten Weltkrieges geriet Wesel insbesondere wegen seiner strategischen Lage ins Visier der Alliierten.
Vom 7. Februar 1945 bis zum 22. Februar 1945 gab es im Raum Kleve die Schlacht im Reichswald. Vorrückende britische Truppen glaubten zu Beginn der Schlacht, innerhalb von drei bis vier Tagen bis zur Linie Xanten-Geldern vordringen zu können; sie waren überrascht, wie stark und erbittert der Widerstand war. Erst nach dieser Schlacht konnten die Alliierten bei Wesel einen Brückenkopf über den Rhein schlagen und an die Eroberung des Ruhrgebiets gehen (siehe Ruhrkessel). Im Zuge dieses Vorrückens wurde Wesel durch alliierte Bombenangriffe und Granatbeschuss am 16., 17. und 19. Februar 1945 fast vollständig zerstört. Die Rhein- und Lippebrücken wurden von Angehörigen der Wehrmacht gesprengt, unter anderem am 10. März die 1950 m lange Eisenbahnbrücke, die zu diesem Zeitpunkt letzte noch in deutscher Hand befindliche Brücke über den Rhein. Am 23. März wurde Wesel zur Vorbereitung der Operation Plunder erneut bombardiert und von über 3.000 Geschützen unter Feuer genommen. 97 Prozent des Stadtgebiets wurden zerstört, die Reste wurden schließlich von alliierten Truppen eingenommen.

### Wiederaufbau
Ab Mitte 1946 begann die planmäßige Enttrümmerung der Stadt und der daran anschließende Wiederaufbau, welcher mit Hilfe des neu gegründeten Notstandswerks „Wesel hilft sich selbst“ realisiert wurde. Auch der Aufbau öffentlicher Gebäude wurde vorangetrieben, hervorzuheben ist insbesondere der Wiederaufbau des Willibrordi-Doms durch den Willibrordi-Dombauverein.

### Mundart
Weseler Platt und die Mundarten der Ortsteile, ebenso wie die Dialekte der angrenzenden Gemeinden, basieren auf den niederfränkischen Sprachen, die zur Zeit der frühmittelalterlichen Expansion der Franken am Niederrhein gesprochen wurden. Die Mundarten zwischen Emmerich und Duisburg/Mülheim-Ruhr werden dem nördlich der Uerdinger Linie gesprochenen „Nordniederfränkischen“ (auch „Kleverländisch“ genannt) zugeordnet. Es ist gekennzeichnet durch die Verwendung von „ek“ für das Personalpronomen „ich“. Südlich dieser Linie, im „Südniederfränkischen“ (auch „Limburgischen“) wird stattdessen „isch“ oder „esch“ anstelle von „ich“ gesprochen. Noch weiter südlich verläuft die Benrather Linie (maake-maache-Unterscheidung), die das Südniederfränkische zum Mittelfränkischen (mit den ripuarischen Dialekten, u. a. Kölsch) abgrenzt. Östlich von Wesel im Raume Bocholt verläuft außerdem zum Westfälischen hin die Einheitsplurallinie.
Obwohl Weseler Platt in Vereinen und Mundartzirkeln gepflegt wird, geht die Zahl der Mundartsprecher ständig zurück. Jüngere Menschen verwenden immer häufiger ein Niederrheinisches Deutsch als Umgangssprache („Regiolekt“).

### Gebietsreform
Am 1. Juli 1969 wurden im Zuge des ersten kommunalen Neugliederungsprogramms die bis dahin selbständigen Gemeinden Flüren (Amt Ringenberg) und Obrighoven-Lackhausen mit der Stadt Wesel zusammengeschlossen.
Am 1. Januar 1975 wurden im Zuge des zweiten Neugliederungsprogramms die bis dahin selbständigen Gemeinden Bislich und Diersfordt sowie der Ortsteil Blumenkamp der Gemeinde Hamminkeln (alle aus dem ehemaligen Amt Ringenberg im Kreis Rees), die Gemeinde Büderich mit Ginderich im Kreis Moers, der Ortsteil Lippedorf der Gemeinde Voerde im Kreis Dinslaken und ein kleiner Gebietsteil der Gemeinde Hünxe des ehemaligen Amtes Gahlen im Kreis Dinslaken in die Stadt Wesel eingegliedert.
Dadurch wuchs das Stadtgebiet von 19,63 km² am 30. Juni 1969 auf 122,46 km² am 1. Januar 1975. Die Einwohnerzahl stieg von 36.046 auf 60.488.
Am 8. Mai 1974 gab der Präsident des Landtags Nordrhein-Westfalen das Abstimmungsergebnis bekannt, wonach Wesel im Rahmen der kommunalen Neugliederung ab 1. Januar 1975 zur Kreisstadt des neuen Kreises Wesel bestimmt wurde.

### Einwohnerentwicklung
| Jahr | Einwohner |
| ---- | --------- |
| 1914 | 24.000    |
| 1939 | 24.632    |
| 1945 | 1.900     |
| 1945 | 4.916     |
| 1946 | 10.871    |
| 1947 | 12.232    |
| 1948 | 15.906    |
| 1949 | 16.838    |
| 1950 | 18.713    |
| 1950 | 18.816    |
| 1951 | 20.126    |
| 1952 | 21.441    |
| 1953 | 22.893    |
| 1954 | 24.226    |
| 1955 | 26.156    |
| 1956 | 27.685    |
| 1958 | 31.308    |
| 1960 | 32.633    |
| 1961 | 32.002    |
| 1961 | 33.143    |
| 1962 | 33.443    |
| 1963 | 33.439    |
| 1964 | 34.026    |
| 1965 | 35.167    |
| 1966 | 35.449    |
| 1967 | 35.004    |
| 1968 | 35.158    |

| Jahr | Einwohner |
| ---- | --------- |
| 1969 | 36.046    |
| 1969 | 46.360    |
| 1970 | 44.633    |
| 1970 | 48.042    |
| 1971 | 48.909    |
| 1972 | 49.477    |
| 1973 | 49.783    |
| 1974 | 46.372    |
| 1975 | 60.488    |
| 1975 | 60.758    |
| 1976 | 60.758    |
| 1977 | 61.261    |
| 1978 | 61.345    |
| 1979 | 61.590    |
| 1980 | 61.649    |
| 1981 | 61.715    |
| 1982 | 61.377    |
| 1983 | 60.672    |
| 1984 | 60.055    |
| 1985 | 59.800    |
| 1986 | 59.664    |
| 1987 | 59.816    |
| 1988 | 60.132    |
| 1989 | 61.219    |
| 1990 | 61.861    |
| 1991 | 62.446    |
| 1992 | 62.875    |

| Jahr | Einwohner |
| ---- | --------- |
| 1993 | 63.640    |
| 1994 | 63.465    |
| 1995 | 66.731    |
| 1996 | 63.983    |
| 1997 | 64.186    |
| 1998 | 64.116    |
| 1999 | 64.218    |
| 2000 | 64.449    |
| 2001 | 64.482    |
| 2002 | 64.366    |
| 2003 | 64.319    |
| 2004 | 64.237    |
| 2005 | 61.711    |
| 2006 | 61.432    |
| 2007 | 61.337    |
| 2008 | 61.203    |
| 2009 | 60.958    |
| 2010 | 60.750    |
| 2011 | 60.625    |
| 2012 | 60.241    |
| 2013 | 60.070    |
| 2016 | 60.797    |
| 2017 | 60.496    |
| 2018 | 60.357    |
| 2019 | 60.230    |
| 2020 | 60.329    |
| 2022 | 61.330    |

Quellen

Einwohnerentwicklung von 1914 bis 2019 nach nebenstehender Tabelle

- 1914 – 30. Juni 1999: Stadtarchiv der Hansestadt Wesel (Haupt- und Nebenwohnsitz)
- 31. Dezember 1999 – 31. Dezember 2004: Nicole Ruthert, Abgeschottete statistische Dienststelle der Hansestadt Wesel (Haupt- und Nebenwohnsitz)
- ab 2005: Landesamt für Datenverarbeitung und Statistik (nur Hauptwohnsitz)

## Politik

### Ergebnisse der Kommunalwahlen 2020 in Wesel
Die Sitze im Stadtrat verteilen sich nach dem Ergebnis der Kommunalwahl 2020 folgendermaßen auf die einzelnen Parteien:
| Partei | Stimmen | % (2020) | % (2014) | +/-     | Sitze (2020) | Sitze (2014) | +/- |
| --- | ------- | -------- | -------- | ------- | ------------ | ------------ | --- |
| CDU | 8.419   | 34,3 %   | 40,2 %   | - 5,9 % | 17           | 21           | - 4 |
| SPD | 8.326   | 33,9 %   | 37,6 %   | - 3,7 % | 17           | 19           | - 2 |
| Bündnis 90/Die Grünen | 3.598   | 14,7 %   | 7,9 %    | + 6,8 % | 7            | 4            | + 3 |
| FDP | 1.359   | 5,5 %    | 4,3 %    | + 1,2 % | 3            | 2            | + 1 |
| WfW | 1.220   | 5,0 %    | 0,0 %    | + 5,0 % | 3            | 0            | + 3 |
| Die LINKE | 972     | 4,0 %    | 4,6 %    | - 0,6 % | 2            | 2            | ± 0 |
| Die PARTEI | 656     | 2,7 %    | 0,0 %    | + 2,7 % | 1            | 0            | + 1 |
| WWW | 0       | 0,0 %    | 2,8 %    | - 2,8 % | 0            | 1            | - 1 |
| Piraten | 0       | 0,0 %    | 2,3 %    | - 2,3 % | 0            | 1            | - 1 |
| UWG | 0       | 0,0 %    | 0,4 %    | - 0,4 % | 0            | 0            | ± 0 |
| Gültige Stimmen | 24.550  |          |          |         |              |              |     |
| Ungültige Stimmen | 370     |          |          |         |              |              |     |
| Stimmen Insgesamt | 24.920  |          |          |         | 50           | 50           | ± 0 |
| Wahlberechtigte Insgesamt | 49.122  | 50,7 %   | 50,0 %   | + 0,7 % |              |              |     |
| Ratswahl 13.09.2020 WeselWahlbeteiligung von 50,7 % 403020100 34,3 %33,9 %14,7 %5,5 %5,0 %4,0 %2,7 %n. k. %n. k. % CDUSPDGrüneFDPWfWeLinkePARTEIPiratenSonst.iGewinne und Verlusteim Vergleich zu 2014 %p 8 6 4 2 0 −2 −4 −6−5,9 %p−3,7 %p+6,8 %p+1,2 %p+5,0 %p−0,6 %p+2,7 %p−2,3 %p−3,2 %pCDUSPDGrüneFDPWfWLinkePARTEIPiratenSonst.Anmerkungen:e Wir für Weseli > "WWW" (Die junge Alternative) = 2,8 % > "UWG" (Unabhängige Wählergemeinschaft) = 0,4 % |         |          |          |         |              |              |     |
| Sitzverteilung Ratswahl 13.09.2020 WeselInsgesamt 50 Sitze - Linke: 2 - SPD: 17 - PARTEI: 1 - Grüne: 7 - CDU: 17 - FDP: 3 - Sonst.: 3 Sonstige: (3 Sitze) > "WfW" = 3 Sitze |         |          |          |         |              |              |     |

| Partei | Kandidat*                 | Stimmen | % (2020) |
| --- | ------------------------- | ------- | -------- |
| SPD | Westkamp, Ulrike          | 12.448  | 50,6 %   |
| CDU | Hense, Sebastian          | 7.321   | 29,7 %   |
| Bündnis 90/Die Grünen | Gorris, Ulrich            | 2.768   | 11,2 %   |
| FDP | Bremkens, Stefan Arne     | 1.198   | 4,9 %    |
| Die LINKE | Wagner, Barbara           | 884     | 3,6 %    |
| Gültige Stimmen | Gültige Stimmen           | 24.619  |          |
| Ungültige Stimmen | Ungültige Stimmen         | 306     |          |
| Stimmen Insgesamt | Stimmen Insgesamt         | 24.925  |          |
| Wahlberechtigte Insgesamt | Wahlberechtigte Insgesamt | 49.122  | 50,7 %   |
| Bürgermeisterwahl* 13.09.2020 WeselWahlbeteiligung von 50,7 % 6050403020100 50,6 %29,7 %11,2 %4,9 %3,6 % SPDaCDUbGrünecFDPdLinkeeAnmerkungen:a Westkamp, Ulrikeb Hense, Sebastianc Gorris, Ulrichd Bremkens, Stefan Arnee Wagner, Barbara |                           |         |          |

Zusätzlich gehört dem Stadtrat die Bürgermeisterin an.
Nach den Kommunalwahlen 2020 bildeten die Fraktionen von CDU, Grünen und FDP eine gemeinsame Koalition im Stadtrat von Wesel.

### Bürgermeister
Die erste Bürgermeisterin in der Geschichte der Stadt Wesel ist Ulrike Westkamp (SPD). Sie wurde 2004 zum ersten Mal in dieses Amt gewählt und 2009, 2014 und 2020 jeweils im ersten Wahlgang wiedergewählt.
Eine vollständige Liste aller Bürgermeister seit 1808 findet sich im Artikel der Persönlichkeiten von Wesel.
Die Bürgermeister der Stadt Wesel seit 1945:
- 1945: Jean Groos
- 1945: Wilhelm Groos
- 1946–1947: Anton Ebert (CDU)
- 1947–1948: Paul Körner (CDU)
- 1948–1952: Ewald Fournell (CDU)
- 1952–1956: Helmut Berckel (CDU)
- 1956–1966: Kurt Kräcker (SPD)
- 1967–1969: Willi Nakaten (SPD)
- 1969–1979: Günther Detert (CDU)
- 1979–1984: Wilhelm Schneider (SPD)
- 1984–1989: Volker Haubitz (CDU)
- 1989–1994: Wilhelm Schneider (SPD)
- 1994–1999: Bernhard Gründken (SPD)
- 1999–2004: Jörn Schroh (CDU)
- seit 2004: Ulrike Westkamp (SPD)

### Wappen, Flagge, Siegel und Logo

Wappen
Wappen der ehem. Gemeinde Obrighoven-Lackhausen
Wappen der ehem. Gemeinde Flüren
Wappen der ehem. Gemeinde Bislich
Wappen der ehem. Gemeinde Büderich
Flagge
Logo

Blasonierung: „Das Wappen der Stadt Wesel zeigt in rotem Feld ein silbernes Herzschild, das von drei nach rechts springenden silbernen Wieseln begleitet wird.“
Bedeutung: Das Herzschild verweist auf das Reitersiegel des Klever Herzogs. Das Wiesel ist als Wappenzeichen der Stadt bereits seit dem 13. Jahrhundert überliefert und übersetzt bildhaft den Namen der Stadt. In seiner heutigen Form wird das Wappen nach einer Änderung der Hauptsatzung 1984 geführt.
Flagge: Als Flagge führt die Stadt Wesel die Farben rot-weiß-rot (quergestreift im Verhältnis 1:3:1). In der Mitte der weißen Bahn das Wappenschild der Stadt.
Siegel: Die Stadt Wesel führt ein Dienstsiegel mit dem Stadtwappen.

### Städtepartnerschaften, Patenschaften und Freundschaften
Die Stadt Wesel pflegt mehrere, meistens über Jahre durch private, schulische und Vereinskontakte aufgebaute Städtepartnerschaften:
- 1952 entstand eine Partnerschaft mit Hagerstown in Maryland/USA, eine der ältesten deutsch-amerikanischen Städtepartnerschaften überhaupt.
- 1972 folgte Felixstowe in der Grafschaft Suffolk im Vereinigten Königreich.
- 1990 verschwisterte sich die Stadt Wesel nach der Wiedervereinigung mit Salzwedel in Deutschland.
- Die jüngste Partnerschaft wurde 2002 mit der Stadt Kętrzyn (ehemals Rastenburg in Ostpreußen) in Polen geschlossen.

Darüber hinaus ist Wesel Patenstadt des Versorgungsschiffs „Rhein“ der Deutschen Marine und des in Wesel stationierten Fernmeldebataillons 284 der Bundeswehr (seit 2003) sowie seit 2014 eines Airbus 320 der Lufthansa.
Zu Lisieux (Frankreich) bestehen schon seit vielen Jahren Kontakte über einen regen Schüleraustausch.

## Kultur, Religion und Sehenswürdigkeiten

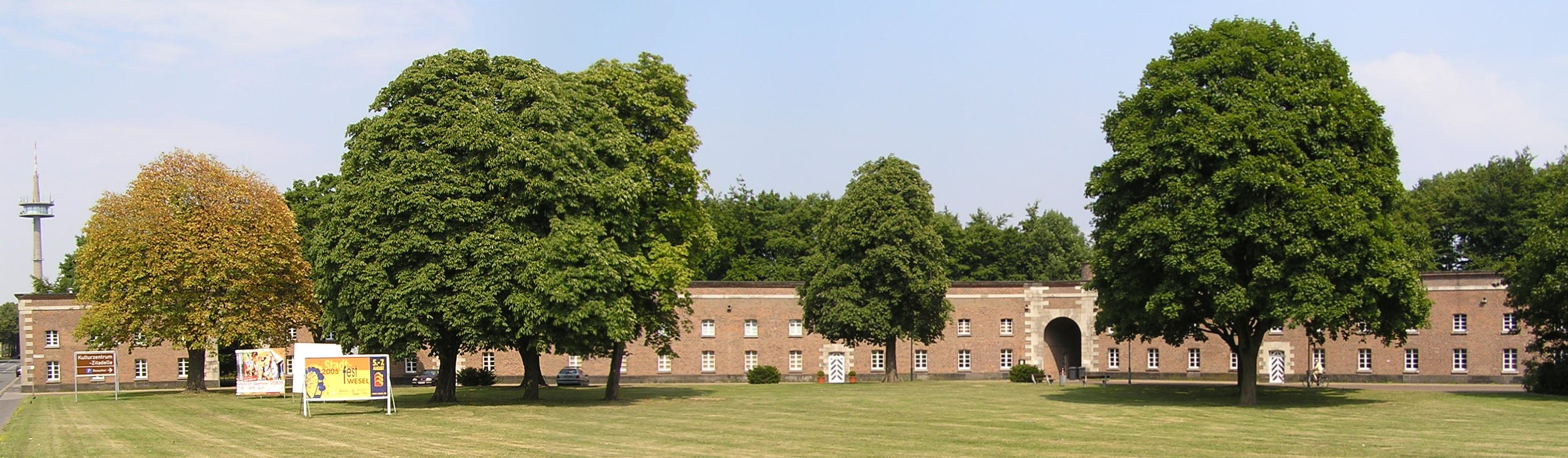
Kaserne No. VIII der Zitadelle, heute Musik- und Kunstschule

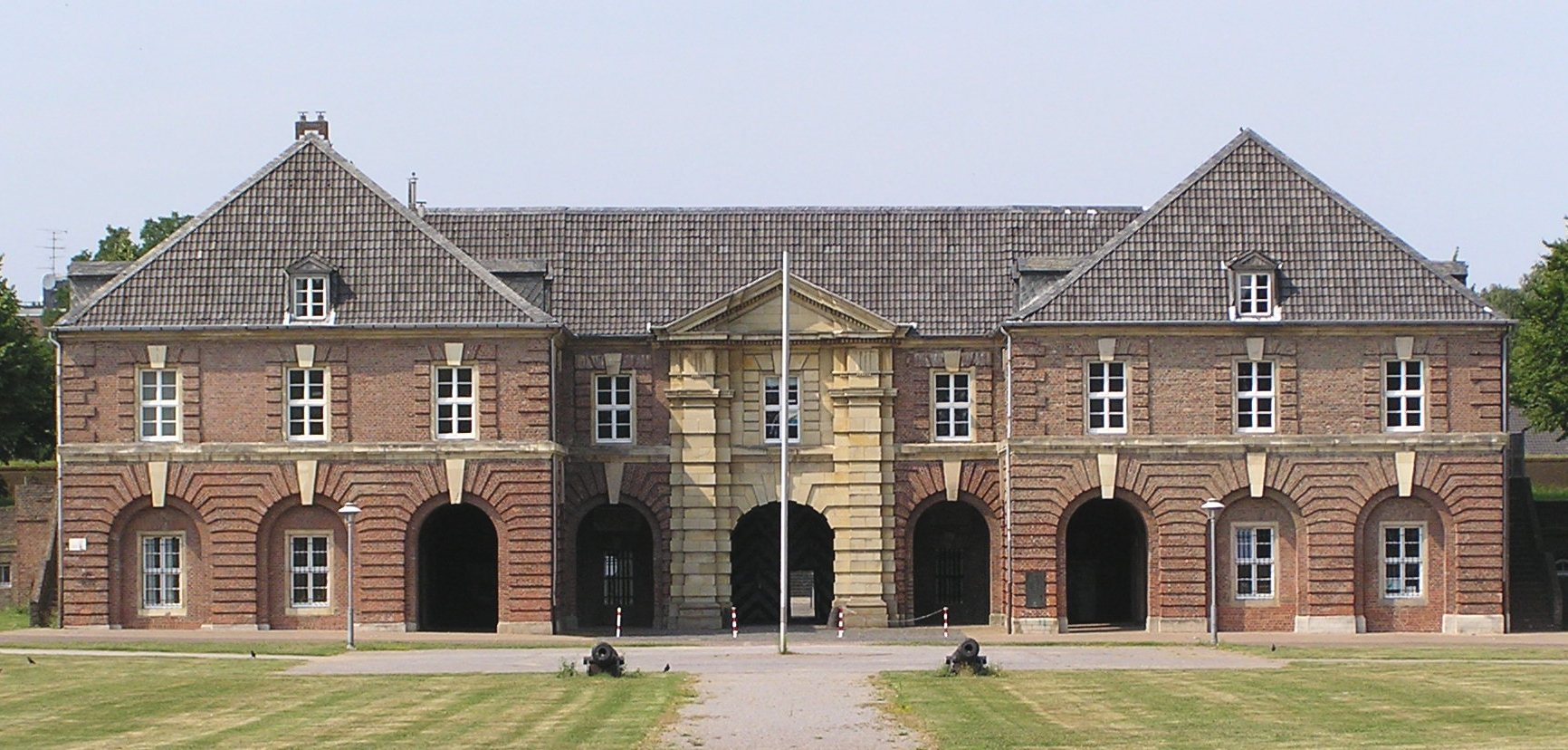
Das Haupttor der Zitadelle Wesel

### Theater und Konzerte
Die Niederrheinhalle auf dem Fusternberg ist Veranstaltungsort für Großveranstaltungen wie Messen und Tagungen. Im Städtischen Bühnenhaus Wesel finden Theatergastspiele, Sinfonie- und Kammerkonzerte statt. Die Weseler Dom-Konzerte im Willibrordi-Dom und die Konzerte in der Aula der Musik- und Kunstschule Wesel im Zitadellen-Komplex ergänzen das Angebot. An der Wilhelmstraße zwischen Bahnhof und Berliner Tor hat sich das Scala Kulturspielhaus in einem ehemaligen Kino als Veranstaltungsort für Kleinkunst etabliert. In den Außenbezirken gibt es ebenfalls ein reges künstlerisches Angebot. Hierzu zählen die Konzerte in beiden Bislicher Kirchen des Vereins Pro Musica und die Kulturreihe Kleinod der Evangelischen Kirchengemeinde Büderich sowie der Kultur-Salon im Waldhotel Tannenhäuschen.

### Wiederkehrende Veranstaltungen

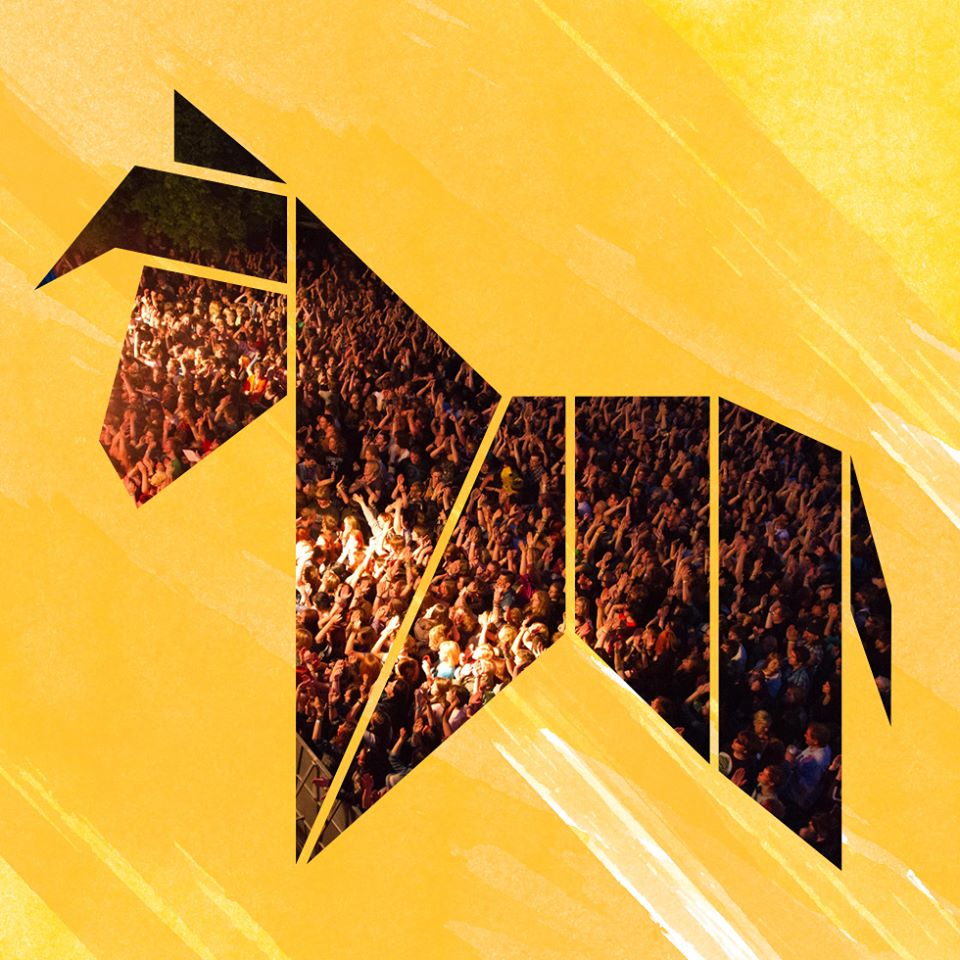
Logo des EselRock-Festivals

Einmal jährlich findet seit 2008 in Wesel unter dem Namen EselRock ein Open-Air-Festival mit freiem Eintritt statt, organisiert von einem ehrenamtlichen Team in Zusammenarbeit mit der Stadt Wesel. Laut Aussage der Veranstalter wurden 2010 und 2011 über zehntausend Besucher gezählt.
Seit 2002 wird jährlich im September die Weseler Kulturnacht veranstaltet. Diese umfasst diverse Programmpunkte im gesamten Innenstadtbereich und hat ihren Schwerpunkt am Kulturzentrum Zitadelle. Zu den bedeutenden Stadtfesten zählen die PPP-Tage im Sommer, deren Kernveranstaltungen eine Kirmes und ein großes Feuerwerk am Rhein sind. Das jährlich im Oktober stattfindende historische Hansefest greift Wesels Geschichte als Hansestadt auf und besteht unter anderem aus einem Mittelaltermarkt. Die beiden genannten Stadtfeste sind mehrtägige Veranstaltungen. In der Vorweihnachtszeit finden ein Adventmarkt am Großen Markt vor dem Dom und ein Nikolausmarkt rund um das Berliner Tor statt.
Im Jahr 2017 wurde erstmals der Erna-Suhrborg-Kunstpreis verliehen. Hans Dieter Suhrborg, Sohn von Erna Suhrborg, und seine Frau Gabriele (ebenfalls Künstlerin) hatten die Idee des Preises zur Förderung von Künstlerinnen ohne akademische Bildung. Die Stadt Wesel nahm diese Anregung gerne auf und lobte einen Wettbewerb aus. Der Preis soll alle drei Jahre vergeben werden.

### Esel von Wesel

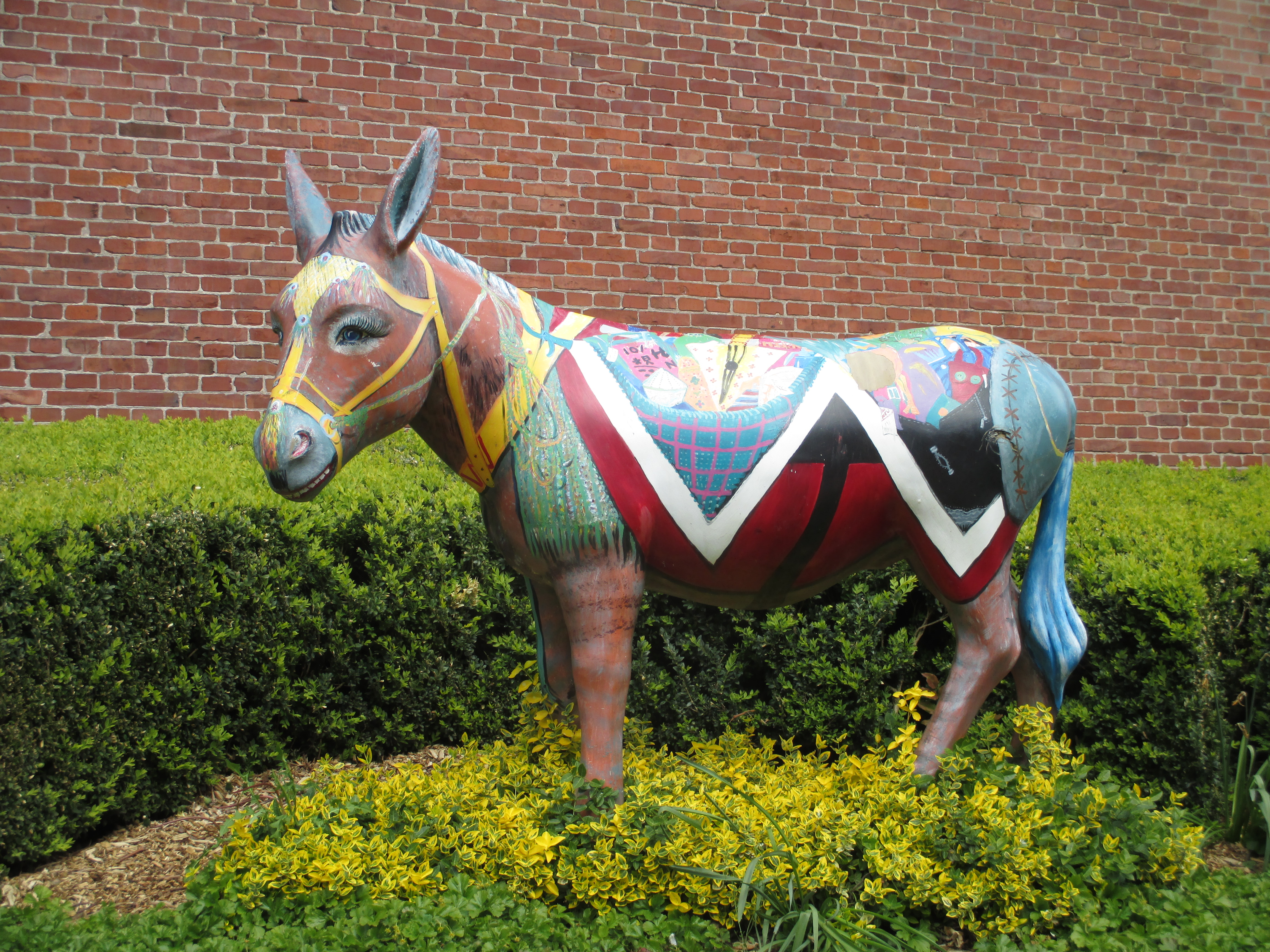
Bemalter Esel am Berliner-Tor-Platz

Zurückgehend auf den bekannten Echoruf „Wie heißt der Bürgermeister von Wesel? Esel.“, der sich im 19. Jahrhundert verbreitete, ist der Esel zum Symboltier der Stadt geworden. Er findet vielfache Verwendung in der lokalen Kunst und Kultur. Zum einen ist er Namensgeber für Veranstaltungen wie das EselRock-Festival und den durch Karnevalisten vergebenen Eselorden. Bei der Verwendung durch die Kunst sind in erster Linie mehrere hundert lebensgroße bemalte Eselfiguren aus Kunststoff zu nennen, die seit 2007 angefertigt wurden und teils an öffentlichen Orten im gesamten Stadtgebiet zu finden sind.

### Stadtbücherei, Stadtarchiv
Die Stadtbücherei Wesel befindet sich auf zwei Etagen im Rathauskomplex der Stadt. In der ersten Etage befindet sich der Kinder- und Jugendbereich und in der zweiten Etage die Erwachsenenliteratur sowie Fachliteratur zu unterschiedlichen Bereichen. Insgesamt verfügt die Stadtbücherei Wesel rund 100.000 Medieneinheiten. Sie befindet sich im selben Gebäude wie die lokale Volkshochschule.
Das Stadtarchiv Wesel im Zitadellen-Komplex bietet einen umfangreichen Archivbestand (Urkunden und Schriften seit 1241). Ihm angeschlossen ist eine Restaurierungswerkstatt.

### Museen
Das Städtische Museum verfügt über drei Abteilungen:
- die Galerie im „Centrum“ mit wechselnden Ausstellungen und der Dauerausstellung „Weseler Silber“ und „Eidesleistung“
- im Zitadellen-Komplex über
  - die Abteilung Schill-Kasematte und
  - die Abteilung Festungsgeschichte.

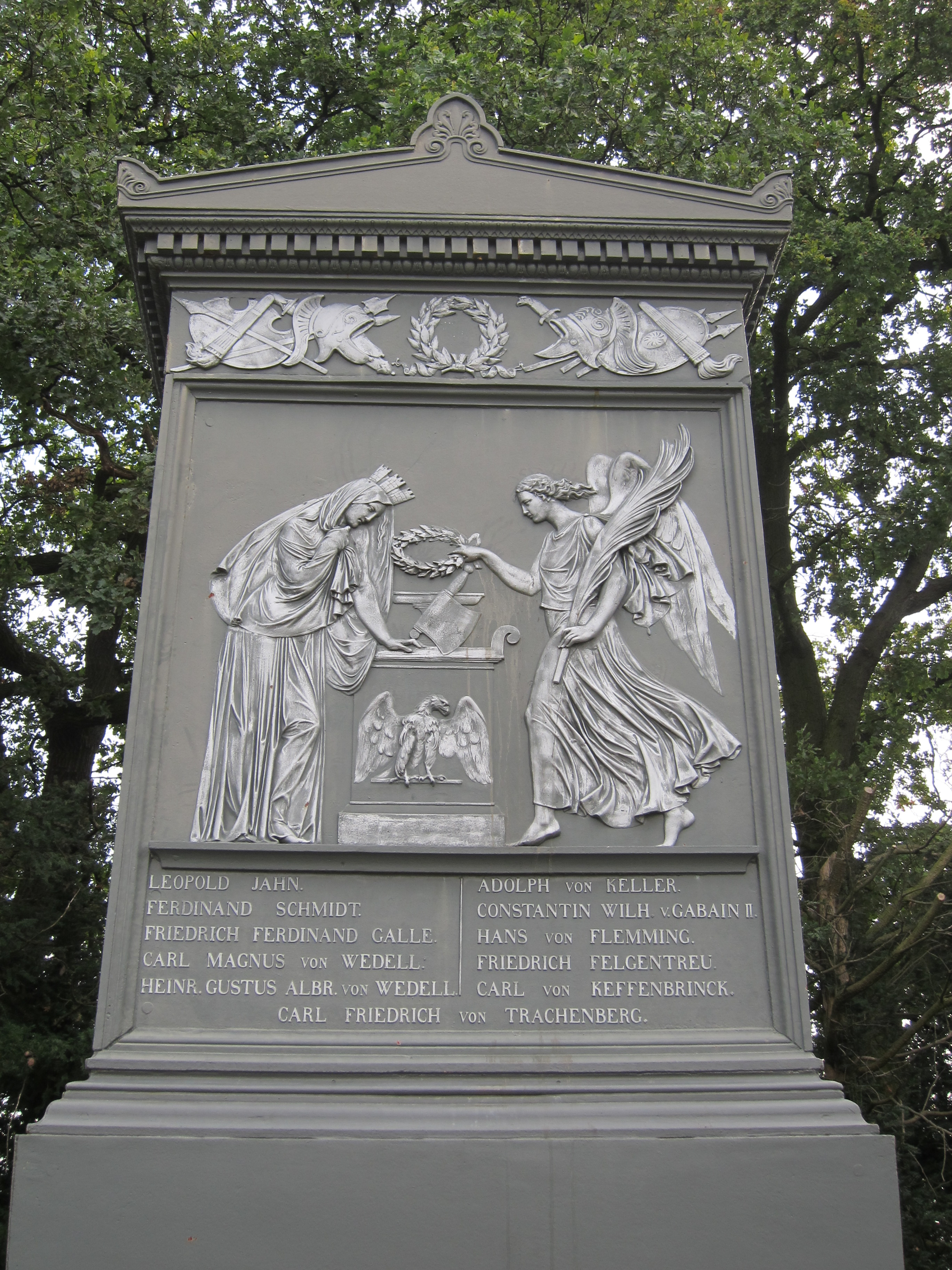
Denkmal für die Schillschen Offiziere

Die Galerie bietet regelmäßig vier bis fünf Wechselausstellungen mit Werken vorwiegend regionaler Künstler und (kunst)historischer Thematik. Mit zwei Ausstellungen ist jeweils der Niederrheinische Kunstverein Wesel e. V. vertreten. Ein separater Raum beinhaltet Tafelmalereien von Weseler und niederrheinischen Künstlern des Spätmittelalters. Unter anderem sind dort das Weseler Gerichtsbild aus den Jahren 1493/94 von Derik Baegert zu sehen, kleinere Tafeln seines Sohnes Jan Baegert sowie Werke Joos van Cleves, Bartholomäus Bruyn d. Ä. und dessen Sohn Bartholomäus Bruyn d. J. Daneben wird der Bestand historischen Weseler Silbers vom 16. bis 20. Jahrhundert gezeigt.
In der Schill-Kasematte, den zwei Kasematten-Räumen des Zitadellen-Haupttores, befindet sich der Ort, an den die elf Schillschen Offiziere nach ihrer Gefangennahme in Stralsund gebracht und abgeurteilt wurden. Eine Dokumentation zeigt die Hintergründe und Zusammenhänge der damaligen Ereignisse um den Aufstand gegen Napoléon Bonaparte im Jahre 1809. Zum Gedenken der elf Schillschen Offiziere wurde am 31. März 1835 ein Denkmal nach den Plänen Karl Friedrich Schinkels an ihrem Hinrichtungs- und Begräbnisort in den Lippewiesen aufgestellt.
Die Abteilung Festungsgeschichte des Städtischen Museums im Zitadellen-Komplex zeigt historische Dokumente, Gebrauchsgegenstände, Waffen und bildliche Darstellungen und gibt so einen kurzen Überblick der Entwicklung Wesels von der befestigten Stadt des Mittelalters bis inklusive des Ersten Weltkrieges.
Im LVR-Niederrheinmuseum Wesel im Zitadellen-Komplex wird die Geschichte des Niederrheins als einer heute grenzüberschreitenden Region in Europa dargestellt. Einen weiteren Schwerpunkt der Dauerausstellung bildet die Rolle Brandenburgs für die Region und die Stadt Wesel als spätere preußische Festungs- und Garnisonsstadt.
Das Alte Wasserwerk ist ein technisches Denkmal und vermittelt einen Eindruck der Wasserversorgung der Stadt Wesel von 1886 bis 1956. Die Pumpen des Wasserwerks wurden bis 1924 mit Dampfkraft und dann mit Elektroenergie betrieben; Sie waren bis 1956 in Betrieb. Der 40 m hohe Wasserturm im Zentrum der Stadt wurde ebenfalls 1886 in Betrieb genommen und war durch Rohre mit dem alten Wasserwerk an der Lippe verbunden. Er diente als Wasserspeicher und sorgte zugleich für den nötigen Druck im Rohrnetz. 1923 wurde ein zweiter Behälter unterhalb des bereits vorhandenen erstellt. Im heute zylindrischen Turm befinden sich noch große Mauerwerksteile des ursprünglich konischen Turms von 1886.
Das Museum Bislich besteht aus einem Heimatmuseum, dem Rhein-Deich-Museum und dem Ziegeleimuseum, die in einem Gebäudekomplex untergebracht und jeweils lokalgeschichtlich orientiert sind. Das Heimatmuseum umfasst auch eine Naturkundeausstellung. 2014 wurde eine ehemalige Schmiede in Bislich-Marwick als Außenstelle des Museums eingerichtet.

### Baudenkmäler

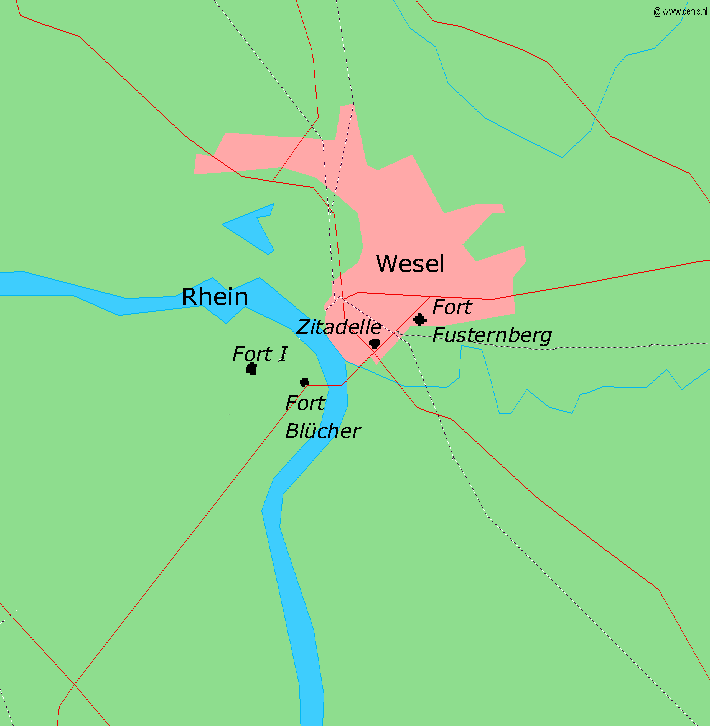
Karte der erhaltenen Teile der Festung Wesel

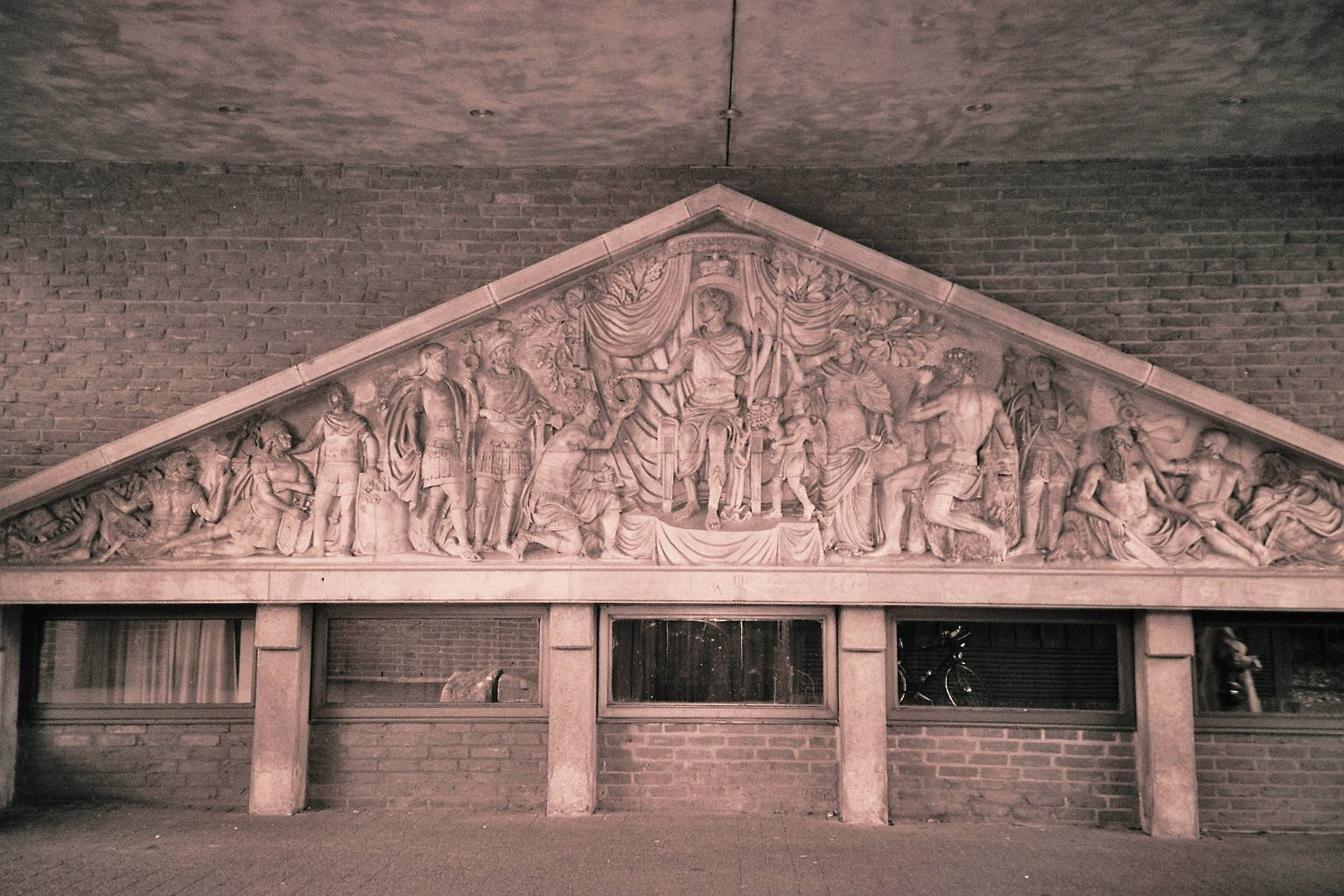
Klever-Tor-Fries

Das Historische Rathaus wurde im Jahr 1456 erbaut und 1698/1700 erweitert zum Rathaus am Großen Markt, das im Zweiten Weltkrieg total zerstört wurde. Von 2010 bis 2011 wurde die Rathausfassade rekonstruiert.
Die Zitadelle Wesel (1688–1722, 1809) war die einstmals größte Festungsanlage des Rheinlands. Es existiert jedoch nur noch ein – der Stadt zugewandter – gut erhaltener Rest der Festung.
Der Klever-Tor-Fries von 1700 stammt ursprünglich vom Klever Tor und befindet sich seit 1975 am jetzigen Standort am Rathaus am Klever-Tor-Platz.
Das Berliner Tor ist das östliche Tor der ehemaligen Stadtbefestigung. Es wurde 1718 bis 1722 im preußischen Barock durch Jean de Bodt erbaut. Die Stadtseite des Tores besteht heute nur noch als überdachter Mauerkubus. Lediglich an der Außenseite wurden Figuren, Reliefs und die Abschlusstrophäe 1974 im beschädigten und verwitterten Zustand konserviert.
Die 1953 von Eva Brinkman gestaltete „Trauernde Vesalia“ ist ein Denkmal auf dem Bombenopferfeld (Ehrenfriedhof) des Alten Friedhofs in der Caspar-Baur-Straße.
Das 1963 von Hermann Kunkler geschaffene Peter-Minuit-Denkmal steht auf der Verkehrsinsel im Kreuzungsbereich der Augusta-, Bismarck- und Moltkestraße. Peter Minuit wurde 1585 in Wesel geboren, war Diakon am Willibrordi-Dom und gründete 1626 Nieuw Amsterdam, das heutige New York.
Das Mahnmal zur Erinnerung an die Zerstörung Wesels im Zweiten Weltkrieg (1964) von Hans Breker steht am Rande des Alten Friedhofs an der Kreuzung Caspar-Baur-/Lipperheystraße.
Der unter Denkmalschutz stehende Eiskeller von Schloss Diersfordt stammt aus der zweiten Hälfte des 18. Jahrhunderts und diente anfänglich als Ölmühle. Nach einer grundlegenden Restaurierung ab 1995 durch den Heimatverein Diersfordt wird das Gebäude heute als Museum und Heimathaus genutzt.
Das im 15. Jahrhundert erbaute Herzogschloss am Kornmarkt wurde 1945 vollständig zerstört.

### Kirchen

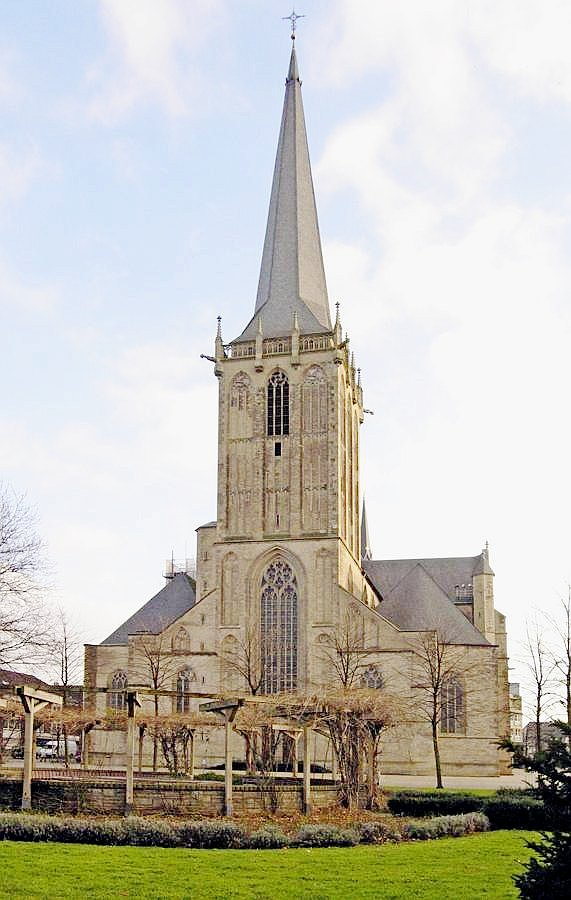
Willibrordi-Dom, von Westen

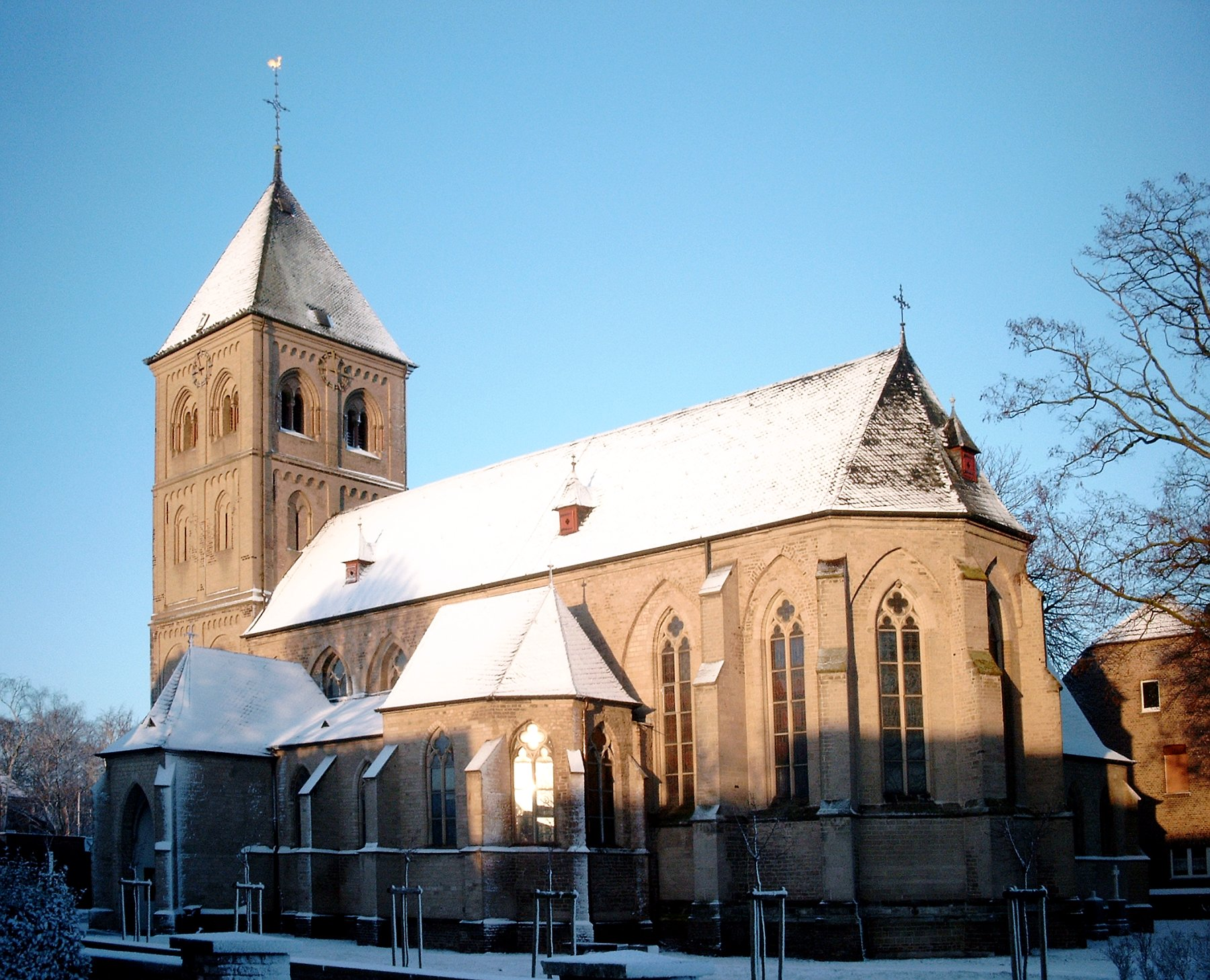
St. Mariä Himmelfahrt Ginderich

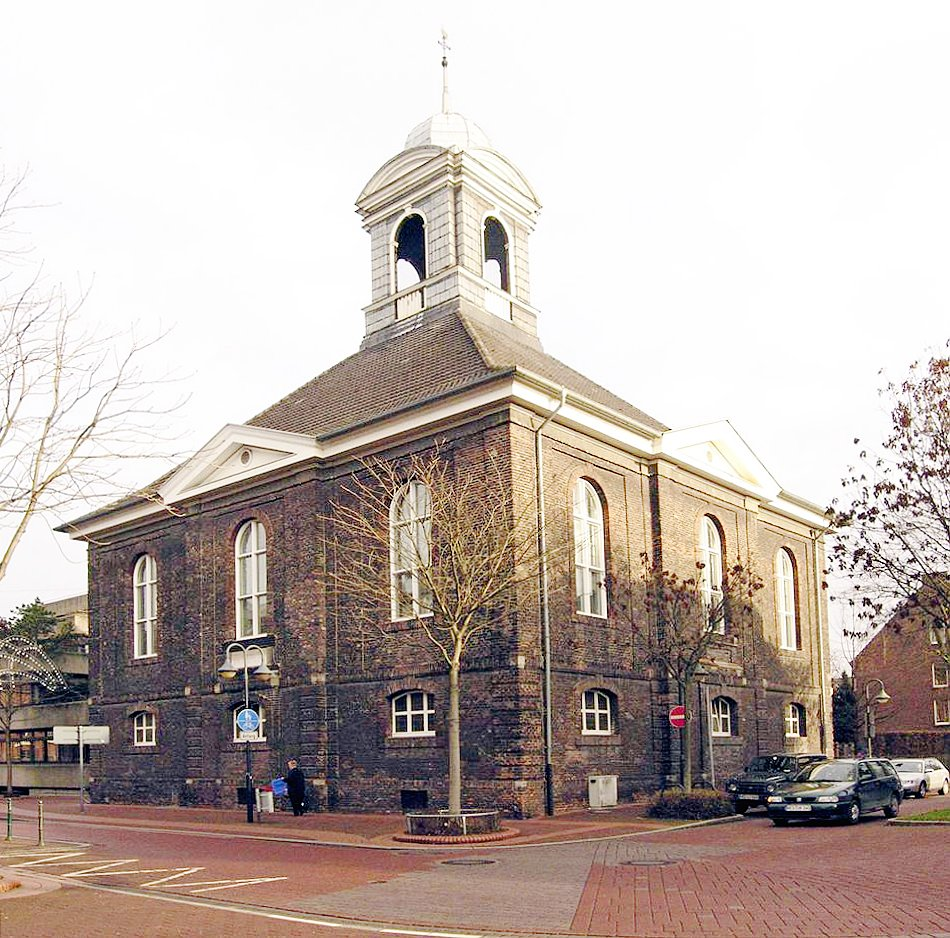
Lutherhaus

Der evangelische Willibrordi-Dom (1498–1540) am Großen Markt ist eine spätgotische Basilika mit fünf Kirchenschiffen, der Turm wurde 1478 erbaut. Gedenktafel „Dem Diakon dieser Kirche und späteren Gründer von New York Peter Minuit, zum Gedächtnis“.
Die katholische St.-Johannes-Kirche in der Bislicher Dorfstraße ist eine dreischiffige romanische Pfeilerbasilika aus dem 12. Jahrhundert, die Ende des 14. Jahrhunderts gotisiert wurde.
Die katholische Kirche St. Mariä Himmelfahrt im Ortsteil Ginderich entstand in den Jahren 1280 bis 1330 als romanisch-gotische Basilika.
Das 1729 errichtete Lutherhaus ist die ehemalige Kirche der Lutherischen Gemeinde. Es dient heute als evangelisches Beratungszentrum und wird für kirchliche und kulturelle Veranstaltungen genutzt.
1949 wurde die katholische St.-Martini-Kirche in der Martinistraße 10 auf den Grundmauern einer Kaserne erbaut. Altarteile und Heiligenfiguren stammen aus dem 15. Jahrhundert. In der modernen katholischen Kirche St. Mariä Himmelfahrt von 1952 befindet sich die Krypta der ehemaligen Dominikanerkirche von 1293. Ebenfalls zu den modernen Sakralbauten zählt die Friedenskirche „Zu den heiligen Engeln“ (1956–1958) des Architekten Hans Schilling in der Fusternberger Straße, am Fusternberg, die auf den Grundmauern eines alten Forts erbaut wurde.
Weitere Kirchenbauten sind die evangelische Schlosskirche Diersfordt (1775–1780) und die evangelische Kirche Büderich (1835) nach einem Entwurf von Karl Friedrich Schinkel.
Es gibt zwei Moscheen: die Al-Rahman-Moschee in der Pastor-Bölitz-Straße und die Vatan-Moschee in der Caspar-Baur-Straße.

### Konfessionsstatistik
Gemäß dem Zensus 2011 waren 40,7 % der Einwohner katholisch, 32,5 % evangelisch und 26,8 % waren konfessionslos, gehörten einer anderen Glaubensgemeinschaft an oder machten keine Angabe. Die Anteil der Protestanten und Katholiken an der Gesamtbevölkerung ist seitdem jährlich um 1,5 Prozentpunkte gesunken. Laut der Stadt Wesel waren Ende 2024 30,9 % der Bevölkerung katholisch, 24,1 % evangelisch und 45,0 % gehörten einer anderen oder keiner Glaubensgemeinschaft an.

### Kornmarkt

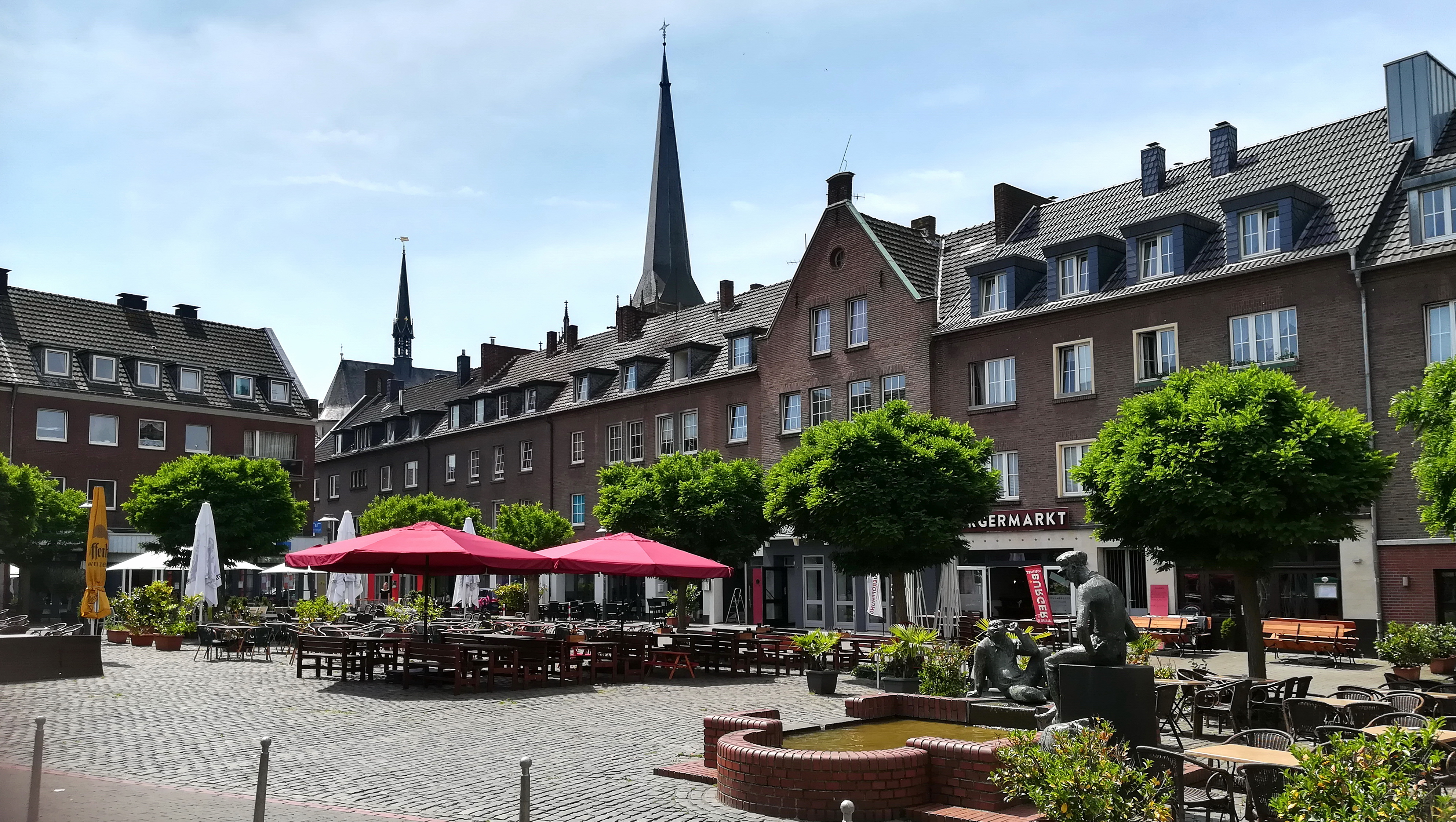
Kornmarkt von Wesel

Der Kornmarkt liegt mitten in der Stadt etwas nördlich des Willibrordidoms. Ein fränkischer Gutshof, der vermutlich im 8. Jahrhundert an der Stelle des Kornmarktes stand, gilt als Ursprung der heutigen Stadt. Im Mittelalter war der gepflasterte Platz neben dem „großen Markt“ einer der größten Märkte, auf dem vor allem Getreide gehandelt wurde. Mitten auf dem Platz befindet sich ein kleiner Springbrunnen mit den Bronzeskulpturen „Langer Heinrich“ und „Bienenkönig“, zwei Personen aus der Weseler Stadtgeschichte, die an diese Zeit erinnern.
Heute ist der Kornmarkt vor allem als Kneipenviertel Wesels bekannt. Der Marktplatz ist umgeben von Bars und Restaurants.

### Freizeitanlagen und Naturschutzgebiete
Im Innenstadtkern gibt es mehrere Grünflächen, darunter den Heubergpark und den Mölderplatz. Am Rand der Innenstadt befindet sich das Weseler Glacis, bei dem es sich um einen das Stadtzentrum teilweise umgebenden Grüngürtel auf früheren Flächen der Festung Wesel handelt. Auch in den Stadtteilen Feldmark und Schepersfeld gibt es bewaldete Grünstreifen, die in Anlehnung daran gelegentlich als „Glacis“ bezeichnet werden.
Der Rheinaue-Park mit 8,10 km² Gesamtfläche und 1,559 km² Wasserfläche umfasst den Segel- und Motorflugplatz Römerwardt, einen Yachthafen, Tennishallen und -plätze, eine Minigolfanlage, einen Wohnmobilstellplatz, das Auestadion, das beheizte „RheinBad“ und das Strandbad Auesee. Der Rheinaue-Park ist größtenteils Landschaftsschutzgebiet und wird durch Rundwanderwege erschlossen.
Auf Weseler Stadtgebiet gibt es zwei Bereiche mit ausgedehnten Waldgebieten. Es handelt sich um den Diersfordter Wald, der bis an den Ortsrand von Flüren heranreicht. Sein Kernbereich ist das Naturschutzgebiet Diersfordter Wald mit einer Fläche von 9,27 km². Inmitten einer Dünenlandschaft liegt dort der Heideweiher Schwarzes Wasser. Zudem gibt es im Diersfordter Wald ein großes Wildgatter. Im Osten Wesels nahe dem Ortsteil Wittenberg liegen der so genannte Aaper Busch und die Heidelandschaft Aaper Vennekes. Sie sind Teil des Naturschutzgebietes Drevenacker Dünen (1,99 km²), dessen Schutzflächen bis in die Nachbargemeinde Hünxe hineinreichen.
Das auf der linken Rheinseite und teils im Stadtgebiet gelegene Naturschutzgebiet Bislicher Insel (10,53 km² Schutzfläche) gilt als ein wichtiger Gänserastplatz. Weitere mindestens teilweise im Stadtgebiet gelegene Naturschutzgebiete sind die Gebiete Bislicher Meer und Wat Ley, Droste Woy, Rheinaue zwischen Wesel und Bislich, Lippeaue, Lipperandsee, Renaturierungsgelände Büdericher Ziegelei, Rheinaue Bislich-Vahnum, Rheinaue zwischen Büderich und Perrich, Rheinvorland östlich von Wallach und Weseler Aue und Leygraben bei Flüren. Diese Gebiete sind jeweils von der Lage entlang der Flüsse Rhein und Lippe geprägt.

### Campingplatz Grav-Insel
Auf der zwischen dem Rhein und einem Altarm gelegenen Grav-Insel befindet sich der nach Angaben der Betreiber größte Campingplatz Deutschlands mit 35 Kilometer Kieswegen, rund 130 Angestellten und mit mehr als 2,1 Millionen Quadratmetern Fläche. Er verfügt über zweitausend Stellplätze für Dauercamper, fünfhundert Plätze für Tagescamper.

### Radtourismus
Die Radfernwege NiederRheinroute, Rheinradweg, Römerroute, Rundkurs Ruhrgebiet und die „Kulturroute“ an Lippe und Issel lassen sich von Wesel aus befahren. Für das Stadtgebiet Wesel existieren Radwanderkarten mit insgesamt zehn thematischen Routen mit Erläuterungen zu historischen und naturkundlichen Besonderheiten.

## Infrastruktur und Wirtschaft

### Verkehr

#### Schienen- und Busverkehr

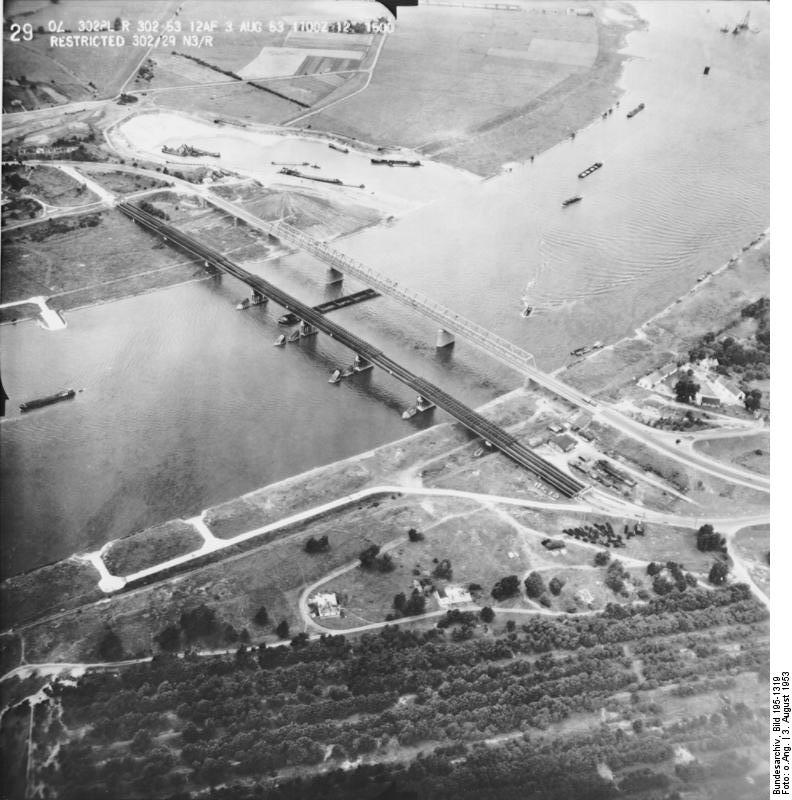
Weseler Rheinbrücken 1953

Der Bahnhof Wesel liegt ungefähr 700 m südöstlich des Stadtzentrums an der Bahnstrecke Oberhausen–Arnhem, von der die Bahnstrecke Wesel–Bocholt abzweigt.
Im Schienenpersonennahverkehr verkehren hier die Regional-Expresse „Rhein-Express“ (RE 5), „Rhein-IJssel-Express“ (RE 19) und „Wupper-Lippe-Express“ (RE 49) mit Verbindungen nach Emmerich, Arnheim, Duisburg, Oberhausen, Düsseldorf, Wuppertal, Bocholt, Köln, Bonn und Koblenz.
Darüber hinaus hat Wesel zwei weitere Stationen, den Haltepunkt „Wesel-Feldmark“ an der Strecke Richtung Emmerich, welcher vom RE 19 bedient wird, und den Haltepunkt „Wesel-Blumenkamp“ an der Strecke nach Bocholt, den der Bocholter Zugteil des RE19 anfährt.
Im Straßenpersonennahverkehr verkehren vom Bahnhof Wesel zur Verknüpfung mit den Gemeinden die Schnellbus-Linien
- SB 3 Wesel – Hünxe – Dinslaken
- SB 6 Wesel – Xanten
- SB 7 Wesel – Alpen – Issum – Geldern
- SB 21 Wesel – Schermbeck – Dorsten

sowie zwölf weitere Regional- und drei Stadtbuslinien zur räumlichen und innerstädtischen Erschließung, die von der NIAG betrieben werden.
Für den gesamten öffentlichen Personennahverkehr gilt der Tarif des Verkehrsverbunds Rhein-Ruhr und tarifraumüberschreitend der NRW-Tarif.
Zwischen dem 6. November 1914 und dem 31. Dezember 1966 verkehrte die Kleinbahn Wesel–Rees–Emmerich.

#### Straßen

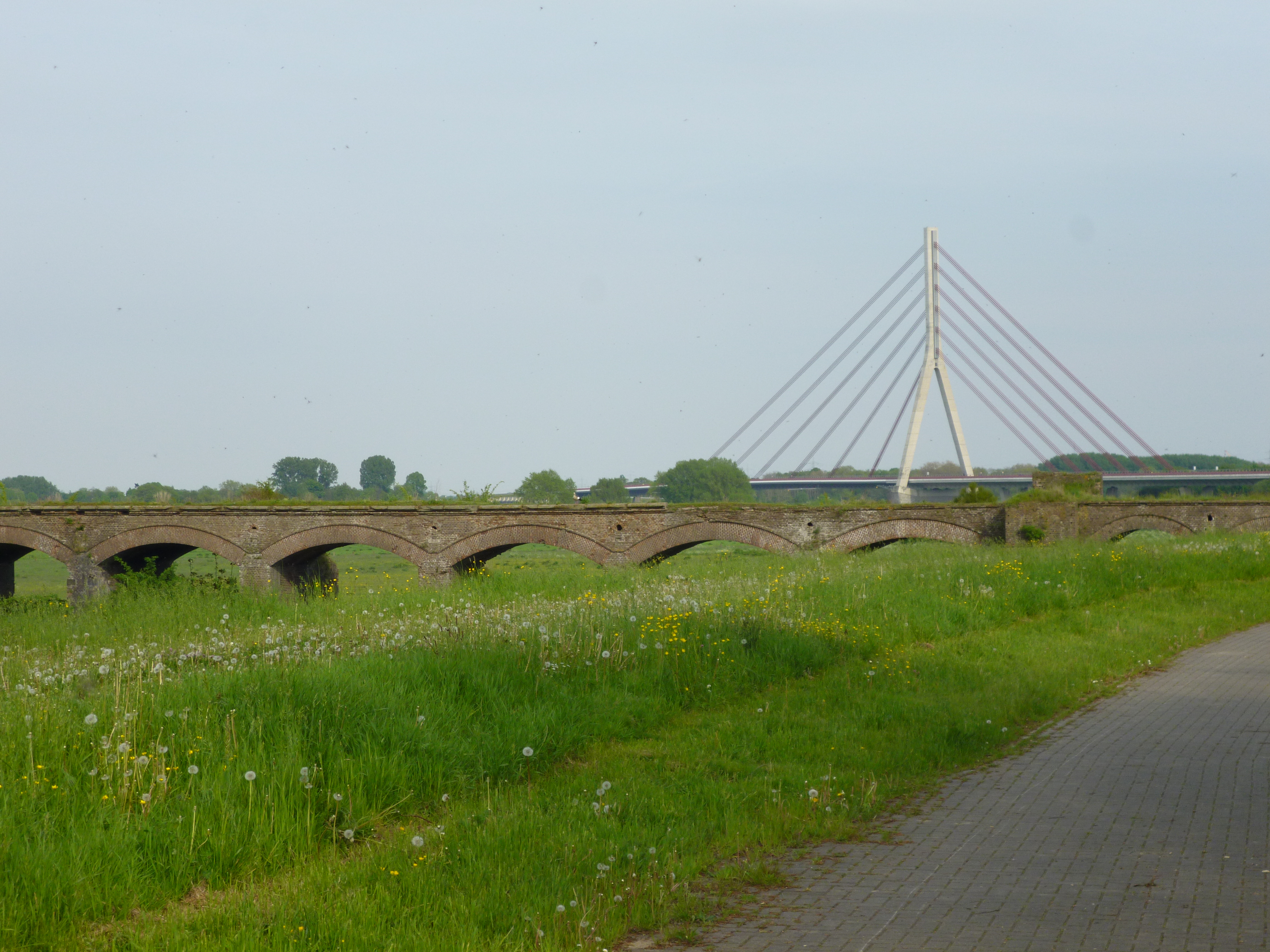
Die historische Eisenbahnbrücke im Vordergrund, die Niederrheinbrücke Wesel dahinter (2015)

Wesel ist über die Anschlussstellen 5 Hamminkeln, 6 Wesel und 7 Hünxe der Bundesautobahn 3 (E 35) sowie die Anschlussstelle 6 Alpen der Bundesautobahn 57 (E 31) und die Bundesstraßen 8, 58 (mit der einzigen Rheinbrücke im Kreis Wesel bei Rheinstrom-km 814), 70 und 473 an das Fernstraßennetz angebunden. Zusätzlich wird das Stadtgebiet durch vier Landesstraßen erschlossen.
Als Teil der Bundesstraße 58 führt Niederrheinbrücke Wesel westlich der Innenstadt über den Rhein. Sie wurde 2009 für den Verkehr freigegeben und ersetzte eine Brücke aus den 1950er Jahren. Bei der Niederrheinbrücke handelt es sich um eine moderne Schrägseilbrücke mit einem 130 Meter hohen Pylon.
Wesel – seit 1995 Mitglied in der Arbeitsgemeinschaft fahrradfreundliche Städte und Gemeinden in Nordrhein-Westfalen – bietet optimale Bedingungen für nichtmotorisierte, individuelle Mobilität im räumlichen Nahbereich, vorzugsweise mit dem Fahrrad, zu Fuß, aber auch mit anderen Verkehrsmitteln (z. B. Inlineskates, Kickboards, Skateboards u. a.). Im deutschlandweiten ADFC-Fahrradklima-Test von 2014, der die Fahrradfreundlichkeit von Städten auswertete, belegte Wesel in der Kategorie der großen Mittelstädte unter 100 erfassten Städten den dritten Rang.
Für Fußgänger- und Radfahrer verkehren von Ostern bis Oktober zwei Fähren:
- die Rheinfähre „Keer Tröch II“ von Wesel-Bislich nach Xanten bei Rheinstrom-km 823 und
- die Lippefähre „Quertreiber“, eine Gierseilfähre in Höhe des Umspannwerks der RWE Rhein-Ruhr.

#### Wasserstraßen und Häfen
In Wesel mündet der Wesel-Datteln-Kanal (Länge im Stadtgebiet: 6,7 km) in den Rheinstrom (Länge im Stadtgebiet: 17 km), der die Grundlage für die betriebenen Häfen, den Rhein-Lippe-Hafen Wesel (Rheinstrom-km 813), den Städtischen Rheinhafen Wesel und den Staatlichen Schutzhafen Wesel (beide Rheinstrom-km 815) bildet. Die Lippe mündet ebenfalls in Wesel in den Rhein, bis Anfang des 20. Jahrhunderts wurde dort der Lippehafen Wesel betrieben.

#### Luftverkehr
Wesel besitzt mit dem Flugplatz Wesel-Römerwardt einen als Sonderlandeplatz eingestuften Flugplatz mit Graspiste, der zwischen Rhein und Stadt gelegen ist. Der Flugplatz ist an den Wochenenden regelmäßig geöffnet und kann von Segelflugzeugen und Motorflugzeugen bis zu einer Abflugmasse von 2 t angeflogen werden.

### Unternehmen
- Die chemische Industrie ist mit der Altana Chemie, BYK Chemie, LGC Standards (ehemals Promochem) und Oxoid in Wesel stark vertreten.
- Geberit ist ein bekannter Hersteller von Sanitärkeramik.
- Clyde Bergemann ist ein international tätiges Unternehmen für technische Systeme im Energiebereich mit Sitz in Wesel.
- DeltaPort ist die Betreiberin unter anderem des Rhein-Lippe Hafens und des Städtischen Rheinhafens Wesel.
- Die Lase AG ist ein international tätiges Unternehmen für Laser-Messtechnik.[44]
- Die RWE Rhein-Ruhr unterhält hier das Regionalzentrum Niederrhein.
- Die beiden Krankenhäuser mit ihren angeschlossenen Einrichtungen, das Evangelische Krankenhaus Wesel und das Marien-Hospital Wesel, gehören zu den größten Arbeitgebern.
- Die Niederrheinische Sparkasse RheinLippe hat ihren Sitz in Wesel.
- Auch die in Produktions- und Werkslogistik und Immobilien tätige Landers-Unternehmensgruppe ist in Wesel ansässig.

Ehemals:
- Bis zum Zweiten Weltkrieg war in Wesel die bekannte Pianofortefabrik Gerhard Adam ansässig.
- Wichtige Ansiedlungen der Wirtschaftswunderzeit ab 1955 waren Werke von Siemens, Philips, der DELOG und der BYK Chemie.[45]
- Der österreichische Filmproduzent Josef Baumberger gründete 1985 die Dino Blue Movie Videovertrieb GmbH in einem Weseler Industriegebiet,[46] wo bis in die 2000er-Jahre Pornofilme gedreht wurden.

### Medien

#### Printmedien
Die Tageszeitungen Neue Rhein Zeitung und Rheinische Post sowie die Anzeigen-Wochenzeitung Der Weseler sind in Wesel jeweils mit Lokalredaktionen vertreten. Weiterhin erscheinen die Zeitung mein Wesel einmal im Monat und das Magazin Wir in Wesel einmal pro Quartal.
Der christliche Kawohl Verlag ist seit 1977 in Wesel ansässig; ebenso der angeschlossene Musikverlag Felsenfest und die Edition Hintermann.

#### Tele- und Mediendienste
Das Lokalradio Radio K.W. (Radio Kreis Wesel) sendet sein Programm aus den Weseler Funkstudios im Berliner Tor-Center. Es ist im gesamten Kreisgebiet über den Sender Wesel auf der Frequenz 107,6 MHz mit 200 W ERP und über den Moerser Fernmeldeturm auf der Frequenz 91,7 MHz mit 100 W ERP zu empfangen. An der Volkshochschule Wesel existiert eine von sechs Radiowerkstätten von Radio K.W. In diesen Studios wird der größte Teil der Sendungen des Bürgerfunks produziert. Radio Tele Wesel 1 e. V. ist der älteste „neue Medien“-Verein, der auch Bürgerfunk und andere Beiträge veröffentlicht.
Seit dem 8. Januar 2003 sendet der private Jugendsender L:S. Er bietet jungen Menschen im Kreis Wesel die Möglichkeit, eigene Fernsehprogramme zu realisieren. Die Sendungen werden im Haus Lilienveen am Fusternberg produziert. In den zwei Studios entstehen eigene Formate wie „Sportlive“, die „L:S Box“ und zahlreiche unterhaltsame Sendungen. Das Programm wird ausschließlich im Internet und im digitalen Fernsehen von Unity Media NRW verbreitet. Zu den Schwerpunkten gehört die Berichterstattung über den Kreis Wesel. Das Programm zielt hauptsächlich auf die Altersgruppe von 12 bis 29 Jahren.
Der Sender Wesel ist eine 1968 errichtete Sendeanlage der Deutschen Bundespost zur Verbreitung von UKW, Digitalradio (DAB) und Fernsehprogrammen (DVBT) am Perricher Weg im Ortsteil Büderich. Als Antennenträger dient ein 320,80 Meter hoher, abgespannter Stahlfachwerkmast, der das höchste Bauwerk Nordrhein-Westfalens darstellt. Heute gehört die Sendeanlage zur Telekom-Tochter DFMG Deutsche Funkturm GmbH.
Der Fernmeldeturm „Langer Heinrich“ wurde 1983 von der Deutschen Bundespost am Berliner-Tor-Platz erbaut. Die untere Plattform ist 99,95 m, die obere Plattform 108,20 m hoch. Er hat eine Gesamthöhe von 158 m über Niveau (184 m ü. NN) und ist das höchste Bauwerk der Innenstadt.
Der Sender KW-Loakl.TV eröffnete 2014 in Wesel ein TV-Studio im Kolpinghaus. Er ist ausschließlich über das Internet zu erreichen.

#### Telekommunikation
Neben der Deutsche Telekom AG bietet seit dem 2. Quartal 2007 auch der größte alternative Vollanschlussanbieter Arcor im Weseler Vorwahlbereich 0281 Festnetzanschlüsse (ISDN/DSL) an. Arcor gehört zu den Telefonanbietern, die über ein eigenes Festnetz bis auf die Ebene der Ortsvermittlungsstellen verfügen, ab dort jedoch die Anschlussleitungen der Deutschen Telekom nutzen.

### Öffentliche Einrichtungen

#### Behörden u.a.
Wesel beheimatet mit dem Kreishaus Wesel den Sitz des Kreises Wesel, außerdem ist Wesel Sitz der Kreispolizeibehörde Wesel. Ferner haben die Agentur für Arbeit, das Jobcenter Kreis Wesel, das Amtsgericht Wesel und das Arbeitsgericht Wesel ihren Sitz in Wesel, wie auch das Deutsche Rote Kreuz, die Johanniter-Unfall-Hilfe, der Malteser Hilfsdienst die Kreishandwerkerschaft, das Finanzamt und das Staatliche Forstamt. Der Bau- und Liegenschaftsbetrieb NRW, die Landwirtschaftskammer Rheinland, der Landesbetrieb Straßenbau Nordrhein-Westfalen, der Technische Überwachungsverein, die Niederrheinische Industrie- und Handelskammer, die Wasserschutzpolizei sowie die Bundesanstalt Technisches Hilfswerk (THW) sind mit einer Kreisstelle, Niederlassung beziehungsweise Zweigstelle in Wesel vertreten.
Wesel ist NATO- und Bundeswehrstandort. In der Schill-Kaserne ist unter anderem der Deutsche Anteil des 1st NATO Signal Battalion stationiert. Das zuvor in Wesel stationierte Fernmeldebataillon 284 wurde aufgelöst und als Deutscher Anteil in das 1st NATO Signal Battalion überführt.

#### Krankenhäuser, Altenheime
In Wesel gibt es zwei Krankenhäuser: Das Evangelische Krankenhaus mit 356 Betten und das Marien-Hospital mit 432 Betten. Weiterhin gibt es zwei Rehazentren sowie sechs Seniorenheime.

#### Beratungsstellen
In Wesel gibt es verschiedene Beratungsstellen der AIDS-Hilfe, der Arbeiterwohlfahrt, des Caritasverbandes, des Deutschen Kinderschutzbundes, des DGB, des Diakonischen Werks, des Internationalen Bundes, des Sozialdienstes katholischer Frauen, des VdK, der Verbraucherzentrale NRW, und des Weißen Rings, das Mehrgenerationenhaus Wesel und die Telefonseelsorge.

#### Sport
In Wesel existieren verschiedene Sportanlagen, unter anderem das Auestadion als Leichtathletikstützpunkt und das zumeist für Fußballspiele genutzte Lippestadion, eine Eissporthalle, mehrere Sporthallen sowie Schwimm- und Freizeitbäder. Des Weiteren gibt es den Sportflugplatz Wesel-Römerwardt und den Yachthafen Wesel. Das Auestadion, der Flugplatz und der Yachthafen liegen allesamt im Rhein-Aue-Bereich, wo der für Wassersportarten geeignete Auesee und das Freibad RheinBad als weitere Sportstätten hinzukommen. Der ebenfalls entlang der Stadt verlaufende Fluss Lippe ist für den Kanusport geeignet.
Im Februar 2017 gab es in der Stadt 90 verschiedene Sportvereine. Zu den angebotenen Sportarten zählten Badminton, Basketball, Billard, Boxen, Fitnesssport, Fußball, Futsal Handball, verschiedene Kampfsportarten, Kanusport, Laufsport, Leichtathletik, Luftsport (z. B. Segelfliegen), Reitsport, Rudern, Schach, Schießsport, Schwimmen, Segeln, Surfen, Tanzen, Tennis, Tischtennis, Turnen, Volleyball, Yachtsport und eine Reihe weiterer Sportarten.
Der gegenwärtig erfolgreichste Fußballverein der Stadt ist der PSV Wesel-Lackhausen, weitere bekannte Fußballvereine sind der Weseler SV und der BSV Viktoria Wesel. Eine besondere Bedeutung hatte die Stadt Wesel bei der Ausbreitung der auf Fußball basierenden Sportart Futsal. 2005 fand in Wesel beim Spiel des Inter Futsal Wesel gegen den UFC Münster das erste Spiel in der Geschichte der WFLV-Futsal-Liga statt. Bei dieser handelt es sich um die höchste Spielklasse dieser Sportart. Der Verein Inter Futsal Wesel, der später in den PSV Wesel-Lackhausen integriert wurde, belegte in deren erster Saison den zweiten Platz.
Das Auestadion wird neben dem Fußballverein Weseler SV durch die Leichtathleten des Weseler TV belegt. Neben seiner bekannten Leichtathletik-Abteilung, aus der unter anderem Ludwig Müller und Michael Möllenbeck hervorgingen, gehören dem WTV weitere acht Abteilungen an. Der BV Wesel Rot-Weiss spielt als reiner Badmintonverein gegenwärtig in der Regionalliga West und hatte in der Spielzeit 2001/02 der 1. Bundesliga angehört. Die bereits 1907 gegründete Ruder- und Tennisgesellschaft Wesel umfasst neben mehreren auf dem Wasser betriebenen Sportarten eine Tennisabteilung und ist im Rhein-Aue-Bereich ansässig. Im Stadtteil Flüren existiert mit dem BSV Grün-Weiß Flüren ein Verein, dessen Leichtathletik-Abteilung unter anderem mit Heinz-Ulrich Schulze und Manfred Brucks bedeutende Erfolge erzielen konnte. Der im selben Stadtteil beheimatete Tennisklub TC Blau-Weiß Wesel-Flüren hatte zeitweise eine in der 1. Bundesliga spielende Herren 30-Mannschaft. Im Reitsport gibt es auf Weseler Stadtgebiet mehrere Vereine, darunter den RV Obrighoven als Ausrichter bedeutender Turniere.

### Bildung
Wesel verfügt in der Primarstufe über eine evangelische Grundschule, drei katholische Grundschulen und zehn Gemeinschaftsgrundschulen sowie über je eine Förderschule für Geistigbehinderte, Lernbehinderte sowie Sprachbehinderte und Schwerhörige. Ergänzt wird das schulische Angebot seit Beginn des Schuljahres 2006/07 durch eine Montessorischule als private Ersatzschule.
In der Sekundarstufe gibt es das Berufskolleg Wesel, zwei Gesamtschulen (Gesamtschule Am Lauerhaas und Ida-Noddak-Gesamtschule), zwei Gymnasien (das Andreas-Vesalius-Gymnasium und das Konrad-Duden-Gymnasium) und eine Realschule.
Im Weiterbildungsbereich wird das Angebot durch ein Abendgymnasium, die Musik- und Kunstschule und die Volkshochschule abgerundet. Das Studienzentrum der Fernuniversität Hagen in Wesel wurde 2017 geschlossen. Seit 2012 ist die FOM Hochschule für Oekonomie und Management ebenfalls mit einem Hochschulstudienzentrum in Wesel vertreten. Hinzu kommen noch drei Familienbildungsstätten in Trägerschaft der Arbeiterwohlfahrt, des Diakonischen Werkes und der Katholischen Kirche.

## Persönlichkeiten

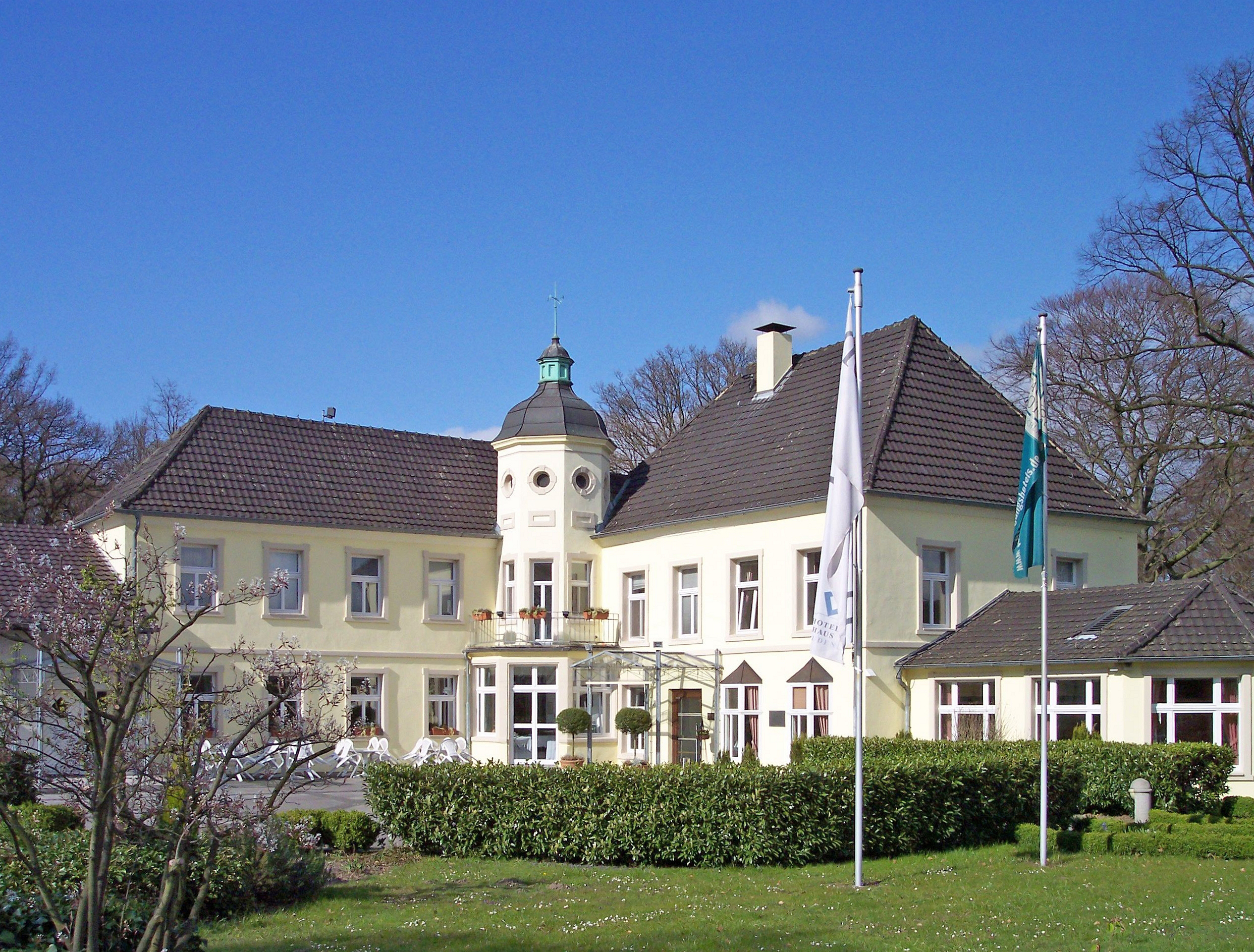
Geburtshaus Konrad Dudens in Wesel-Lackhausen.

Zu bekannten gebürtigen und mit der Stadt Wesel verbundene Persönlichkeiten gehören Personen aus der Religion, wie beispielsweise der lutherische Theologe Johannes Olearius (1546–1623), oder Personen der Geschichte, wie der angebliche Begründer von Neu-Amsterdam (New York) Peter Minuit (1585/94–1638), aber auch Personen aus Kunst und Kultur sowie Militär, Sport, Wissenschaft und Politik, wie Konrad Duden (1829–1911), Ida Noddack, geb. Tacke (1896–1978), Entdeckerin des chemischen Elements Rhenium, der ehemalige Tagesschausprecher Jan Hofer (* 1950) oder der Kabarettist und Komödiant Dieter Nuhr (* 1960).
Eine vollständige Liste, inklusive Bürgermeistern und Ehrenbürgern, zu denen beispielsweise Otto von Bismarck, Paul von Hindenburg und Wilhelm Schneider gehören, findet sich im Hauptartikel.

## Trivia
Am 25. Mai 1982 schoss die Besatzung eines britischen Phantom-Kampfflugzeugs über Wesel versehentlich ein anderes Kampfflugzeug der Royal Air Force ab. Der Pilot der Phantom hatte vergessen, dass er scharfe Munition an Bord hatte. Die von einer Luft-Luft-Rakete getroffene Jaguar stürzte unweit des RWE-Umspannwerks auf ein Feld. Der Pilot, Flt.Lt Griggs, konnte sich mit dem Schleudersitz retten.